# Парад Победы в Баку
Парад Победы (азерб. Zəfər paradı) — военный парад в честь победы Азербайджана в войне в Нагорном Карабахе осени 2020 года (в Азербайджане официально именуемой «Отечественной войной»), состоявшийся 10 декабря 2020 года на Площади Свободы в Баку. Принимал парад Верховный главнокомандующий Вооружёнными Силами, президент Азербайджана Ильхам Алиев, а также приглашённый в качестве гостя президент Турции Реджеп Тайип Эрдоган.
Командовал парадом заместитель министра обороны, начальник Главного управления по личному составу генерал-лейтенант Керим Велиев. Из города Шуша было доставлено Знамя Победы, водружённое над городом после взятия его азербайджанскими войсками.
Торжественным маршем по площади Свободы прошли парадные расчёты военнослужащих сухопутных войск, военно-морских сил, сил специального назначения, пограничных войск и спецслужб Азербайджана, а также военнослужащих турецкой армии. В ходе парада была продемонстрирована также захваченная и подбитая во время боевых действий армянская техника. Всего в параде приняли участие более 3 тысяч военнослужащих.

## Предыстория
Начавшийся 27 сентября 2020 года крупномасштабный вооружённый конфликт в Нагорном Карабахе между вооружёнными силами Азербайджана с одной стороны и вооружёнными формированиями непризнанной Нагорно-Карабахской Республики (НКР) и Армении с другой и ставшие самыми продолжительными и кровопролитными в регионе за период после завершения Первой карабахской войны в 1994 году, завершился 9 ноября по московскому времени (10 ноября по бакинскому времени) подписанием заявления лидеров Азербайджана, Армении и России. Азербайджан получил контроль над занятыми в результате войны территориями, а также районами, оккупированными армянскими силами по итогам Первой карабахской войны. Часть Нагорного Карабаха осталась под контролем армянских сил, а вдоль её границ был размещён российский миротворческий контингент. В Азербайджане такой результат расценили как победу. В Армении же многие в этом исходе увидели капитуляцию, а оппозиция стала требовать отставки премьер-министра Никола Пашиняна, которого называет предателем.

## Подготовка и организация

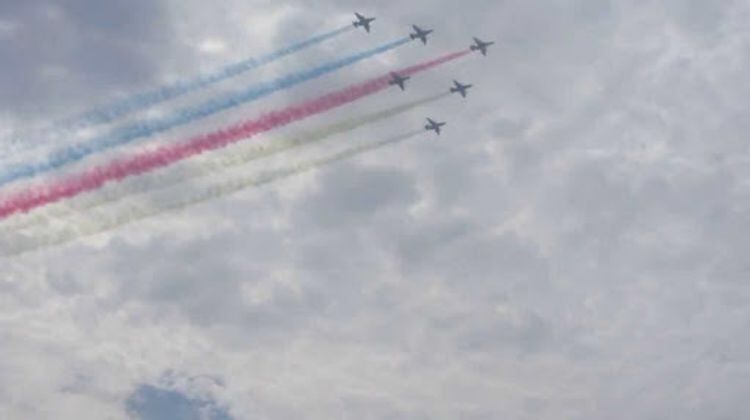
Военные самолёты в небе над Баку 8 декабря 2020 года

Азербайджанские СМИ ещё 1 декабря со ссылкой на военные источники сообщили, что 10 декабря на площади Свободы планируется провести Парад Победы и, что уже начались и тренировки проведения парада. Было сообщено, что в параде примут участие некоторые отличившиеся в ходе боевых действий военнослужащие. Также стало известно, что на параде планируется продемонстрировать имеющуюся в арсенале Вооружённых сил Азербайджана технику, а также часть захваченной у противника трофейной техники. 5 декабря Министерство обороны Азербайджана подтвердило эту информацию, назвав также количество военнослужащих и боевой техники, которые примут участие в параде. Также оборонное ведомство распространило видеокадры с тренировок парада Победы. 8 декабря тренировки к параду с участием как боевой азербайджанской техники так и захваченной у противника в ходе боёв трофейной техники начались непосредственно на площади Свободы. В этот же день в небе над Баку самолёты и вертолёты Военно-воздушных сил Азербайджанской Республики совершили тренировочные полёты в рамках подготовки к параду Победы.
9 декабря глава отдела по связям с общественностью Управления дорожной полиции города Баку Вагиф Асадов объявил, что во время Парада Победы в Баку и до его завершения парада с 14-го километра дороги Баку-Сальян в направлении третьего внешнего транспортного кольца, от Дворца водных видов спорта в посёлке Баилово в направлении улицы Ханлар, от административного здания Управления пожарной охраны Сабаильского района по улицам Аббасова и Сарайкина, от улиц Теймура Эльчина, Мехти Гусейна, Лермонтова, Истиглалият и Ниязи в направлении проспекта Азербайджан, от пересечения проспекта Нобеля и улицы Наджафгулу Рафиева в направлении проспекта Бабека, от улицы Афияддина Джалилова в направлении десятого Заводского круга без пересечения с улицами Абдулхакима Исмайлова, Натига Алиева, Фазаиля Байрамова, Юсифа Сафарова, от пересечения улиц Юсифа Сафарова, Аловсата Гулиева и 28 Мая до улицы Диляры Алиевой и от пересечения улиц 28 Мая, Рихарда Зорге, Койкеб Сафаралиевой, Пушкина, Самеда Вургуна, Рашида Бейбутова, проспектов Азадлыг и Бюльбюля в направлении улиц Бакиханова и Физули будет ограничено движение транспорта.

## Ход парада
В установленное время 10 декабря подразделения были выстроены на Площади Свободы для парада войск. Парад Победы начался около 13 часов по местному времени.
Министр обороны Азербайджана генерал-полковник Закир Гасанов отдал рапорт президенту Азербайджанской Республики, Верховному главнокомандующему Вооружёнными силами Ильхаму Алиеву и президенту Турецкой Республики Реджепу Тайипу Эрдогану. Главы государств поприветствовали военнослужащих участников парада, после чего Сводный военный оркестр МО исполнил государственные гимны Азербайджана и Турции.

### Речи президентов

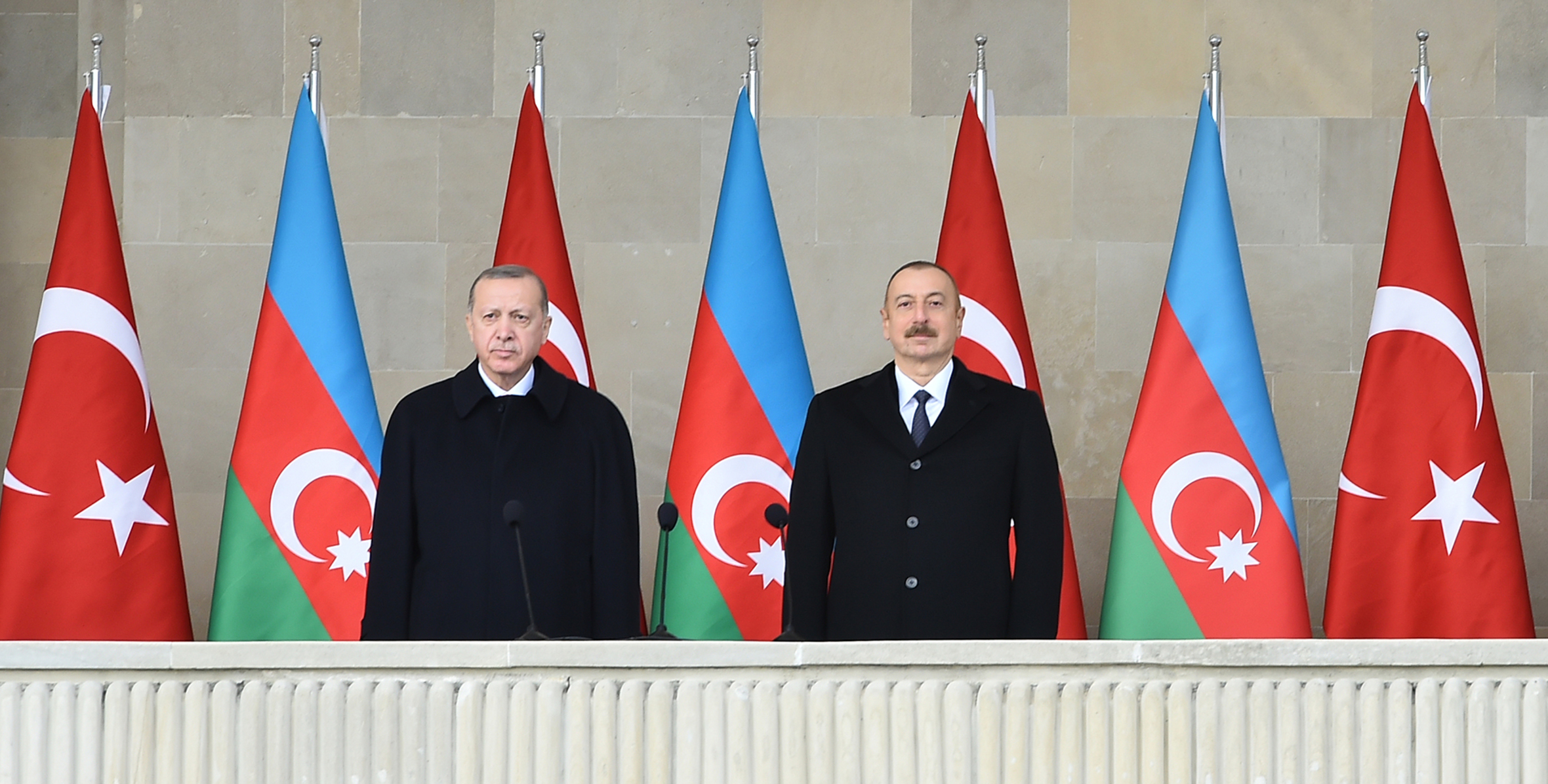
Президент Азербайджана Ильхам Алиев и президент Турции Реджеп Тайип Эрдоган на трибуне во время проведения парада

С речью к военнослужащим обратился президент Азербайджана Ильхам Алиев. В своей речи Алиев заявил, что азербайджанский народ отмечает этот праздник «как народ-герой», что «победоносная азербайджанская армия выполнила свою историческую миссию» и «нанесла поражение Армении». По словам Алиева, «железный кулак Азербайджана сломает хребет армянскому фашизму», если он «ещё раз поднимет голову». Помимо всего прочего, Ильхам Алиев заявил, что «Иреван, Зангезур и Гёйча — наши исторические земли, на которых азербайджанский народ жил веками». Русская служба Би-би-си расценила эти слова Алиева как претензии на значительную часть Армении, в том числе её столицу Ереван. Как отмечает газета «Коммерсант», в своей речи Алиев дал понять, что «победа Азербайджана окончательна и реванша быть не может».
Затем с речью выступил президент Турции Реджеп Тайип Эрдоган. В своей речи Эрдоган сказал, что «Карабах уже воссоединился с родиной, 30-летняя разлука закончилась. Следующая цель Турции и Азербайджана — продолжать борьбу для того, чтобы возродить эти земли для жизни людей». Президент Турции, в частности, заявил, что «Армении следует взяться за ум. Армянские политики, диаспора обрекли свой народ на беду. Если армянский народ сможет извлечь уроки из карабахской войны, то в регионе начнется новая эра». «Коммерсант» расценил это выступление Эрдогана как «поучения в адрес Армении». Эрдоган на параде также заявил, что в этот день «возрадуется душа» Ахмеда Джавада, Нури-паши, Энвер-паши, солдат Кавказской исламской армии, а также Мубариза Ибрагимова. Обращение Эрдогана к памяти Энвер-паши на параде возмутило армянское общество, так как военного министра Османской империи Энвер-пашу ряд историков называют одним из инициаторов массовых убийств армян в 1915 году, которые Россия, Франция, Канада и другие страны признают геноцидом, тогда как правительство Турции настаивает, что это была организованная депортация. Эрдоган, в свою очередь, обвинил руководство Армении в военных преступлениях и разрушении мечетей, деревень и городов. Под конец своего выступления Эрдоган прочитал отрывки из стихотворения азербайджанского поэта Ахмеда Джавада «Разделили Аракс…» (азерб. Arazı ayırdılar…) о том, как «силой» разграничили земли исторического проживания азербайджанцев. В данном случае речь идёт о том, как после Туркменчайского договора 1828 года территория, занимая ныне Азербайджаном и северо-западными провинциями Ирана, где также преобладает этническое азербайджанское население, была разделена между Россией и Ираном. Бывший посол Ирана в Баку Мохсен Пакаин заявил, что подобные высказывания могут нанести ущерб отношениям между Азербайджаном и Ираном и вызвать ряд исторических и противоречивых вопросов между двумя странами.

### Прохождение войск
Всего в параде участвовало более 3 тысяч военнослужащих и до 150 единиц военной техники, в том числе недавно принятых на вооружение, включая военные корабли и катера. На параде также была показана часть военных трофеев, захваченных у противника в ходе боевых действий.
Движение пеших парадных расчётов и техники началось с проспекта Нобеля через территорию, примыкающую к бульвару «Белый город», мимо Морского вокзала, по площади Свободы вдоль Приморского бульвара, по проспекту Нефтяников, через площадь «Азнефть», в направлении посёлка Баилово и мечети Биби-Эйбат. Парад транслировался в прямом эфире азербайджанским телеканалом AzTV. Прямую трансляцию парада Победы вёл участник боевых действий, Заслуженный деятель искусств Азербайджана полковник Абдулла Гурбани.

#### Пешая часть

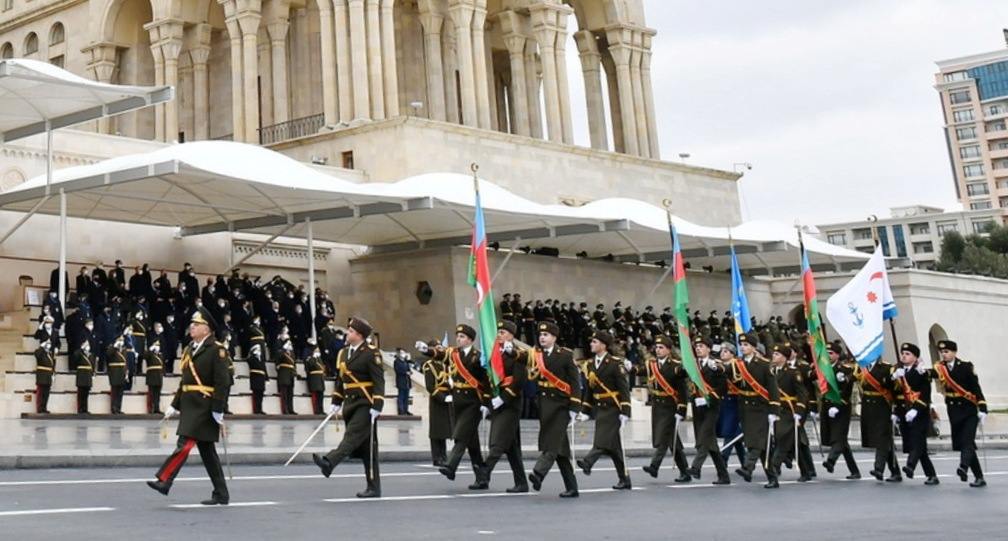
Знаменные группы с Государственным флагом Азербайджанской Республики, Знаменем Победы и Знамёнами видов Вооружённых Сил Азербайджана

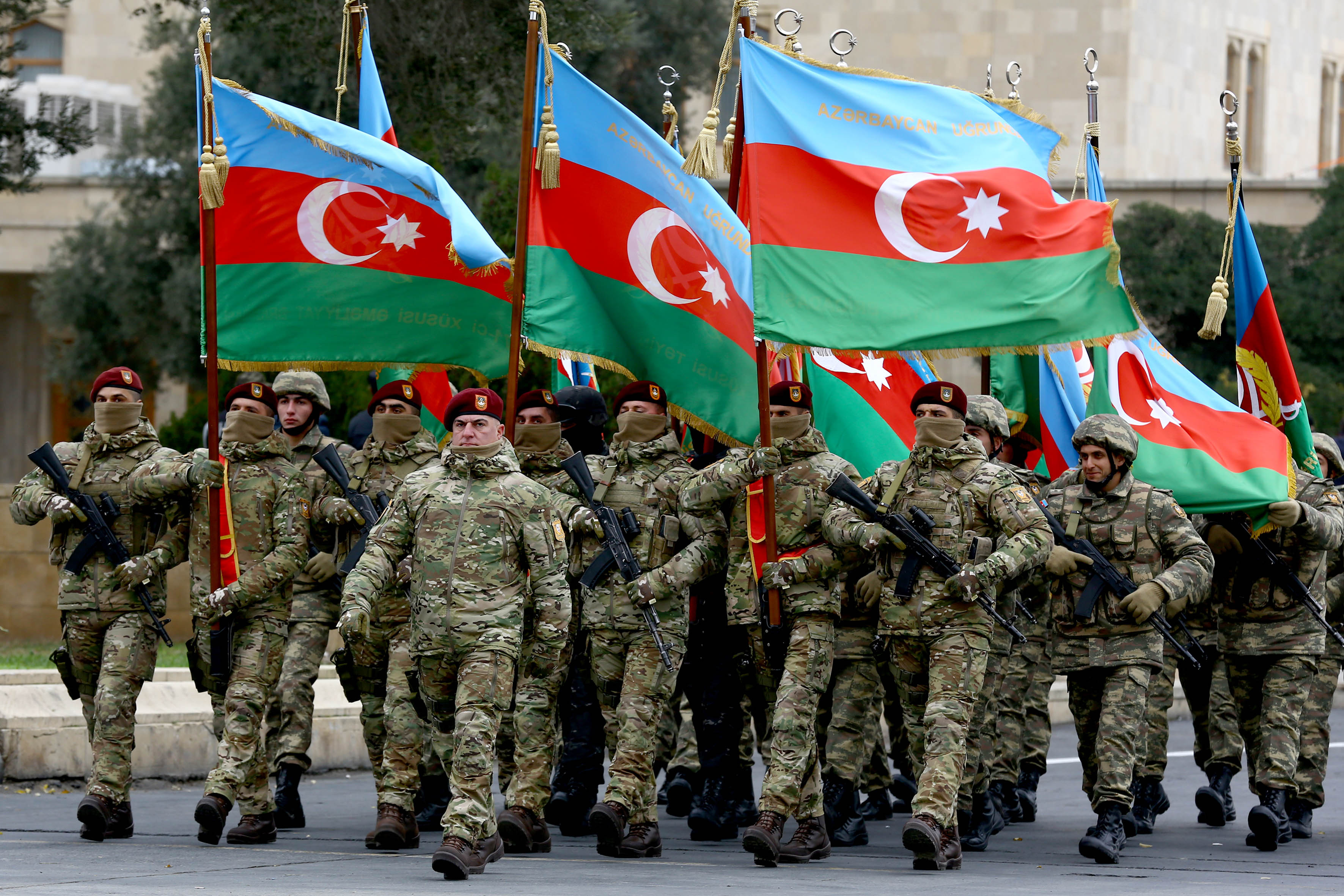
Знаменная группа во главе с генерал-майором Зауром Мамедовым с боевыми знамёнами воинских частей, отличившихся в ходе боевых действий

Торжественный марш войск возглавили знаменные группы с Государственным флагом Азербайджанской Республики и Знаменем Победы. За ними следовали ещё две знаменные группы, одна со знамёнами видов Вооружённых Сил Азербайджана и группа, возглавляемая генерал-майором Зауром Мамедовым с боевыми знамёнами воинских частей, отличившихся в ходе боевых действий.
Затем перед трибуной в следующем порядке прошли парадные расчёты:
- Сил специального назначения Министерства обороны во главе с командующим Силами специального назначения генерал-лейтенантом Хикметом Мирзаевым
- Морских пехотинцев Военно-морских сил во главе с капитаном первого ранга Зауром Гулиевым;
- Сотрудников Службы внешней разведки;
- Сотрудников Службы государственной безопасности во главе с генерал-майором Ровшаном Мухтаровым;
- Спецназа Отдельной общевойсковой армии во главе с полковником Саидом Исаевым;
- 1-го армейского корпуса во главе с полковником Талехом Мешадиевым;
- 2-го армейского корпуса во главе с полковником Нематом Мусеибовым;
- 3-го армейского корпуса во главе с полковником-лейтенантом Кямраном Агабалаевым;
- 4-го армейского корпуса во главе с полковником Ильхамом Мамедовым;
- 6-го армейского корпуса во главе с полковником-лейтенантом Даянатом Муслимовым;
- Ракетных и артиллерийских войск во главе с полковником Исмиханом Мамедовым;
- Вооружённых сил Турецкой Республики во главе с минбаши Харуном Эргином;
- Государственной пограничной службы во главе с генерал-майором Расулом Тагиевым;
- Внутренних войск Министерства внутренних дел во главе с генерал-майором Инглабом Мурадовым;
- Национальной гвардии Службы безопасности Президента Азербайджанской Республики во главе с майором Эльдаром Гулиевым;
- Азербайджанского высшего военного училища имени Гейдара Алиева во главе с генерал-майором Физули Салаховым;
- Военного лицея имени Джамшида Нахичеванского во главе с генерал-майором Бекиром Оруджевым
- Военного лицея имени Гейдара Алиева в Нахичеванской Автономной Республике во главе с генерал-майором Мухаммедом Гасановым.

Курсанты Нахичеванского военного лицея имени Гейдара Алиева впервые участвовали в параде на площади Свободы. В параде впервые участвовало спецподразделение YARASA Службы внешней разведки, принимавшее участие в боевых действиях в основном в тылу противника и считающееся самым засекреченным специальным подразделением в Вооружённых силах Азербайджана.
Парадные расчёты покинули площадь, свернув на ближайшую улицу, чтобы освободить дорогу технике.

Парадные расчёты
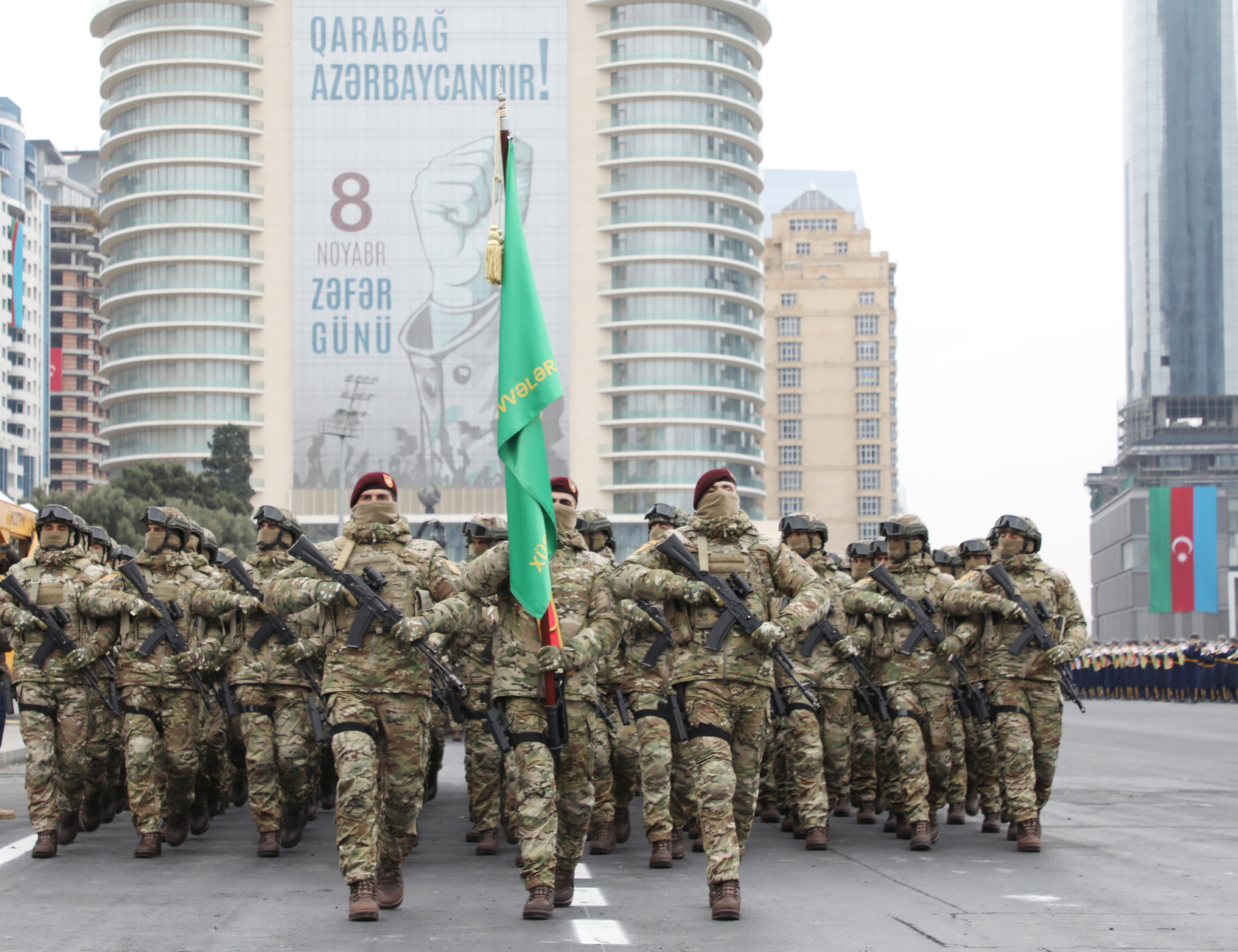
Сил специального назначения Министерства обороны
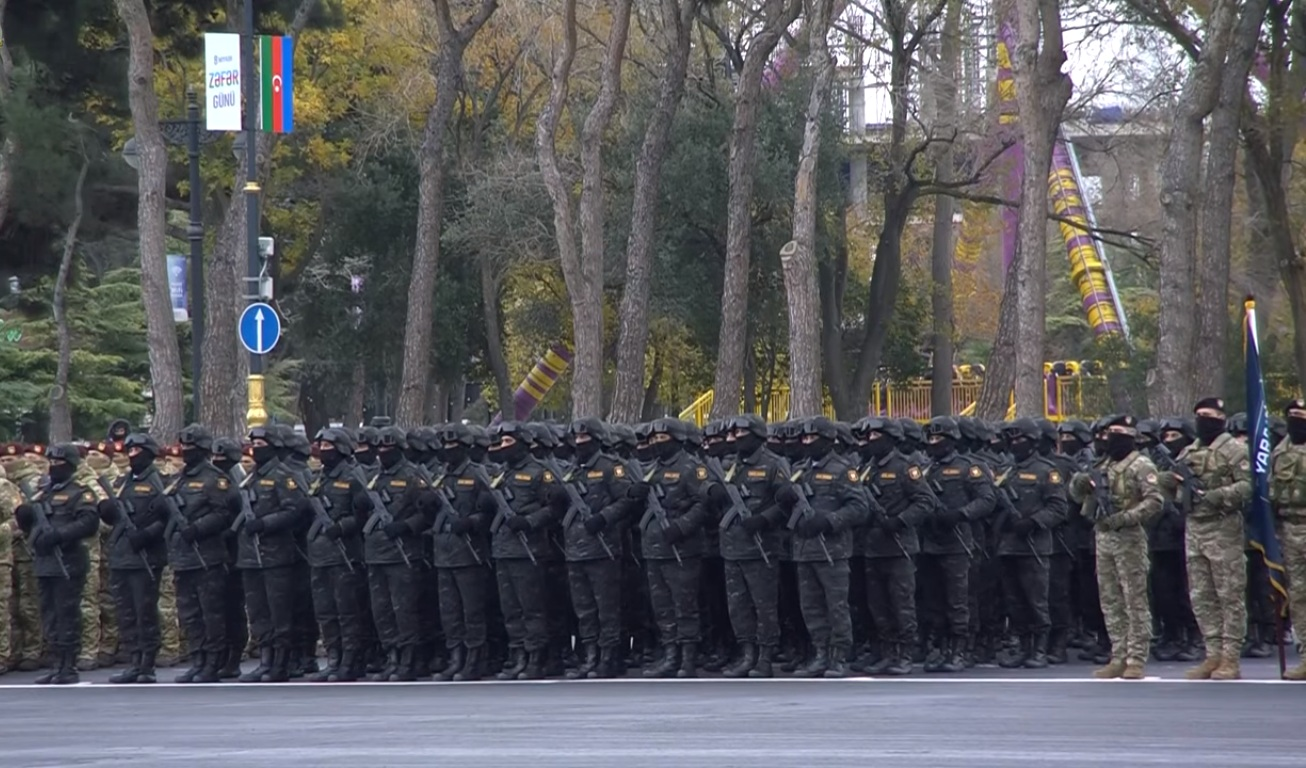
Морских пехотинцев Военно-морских сил
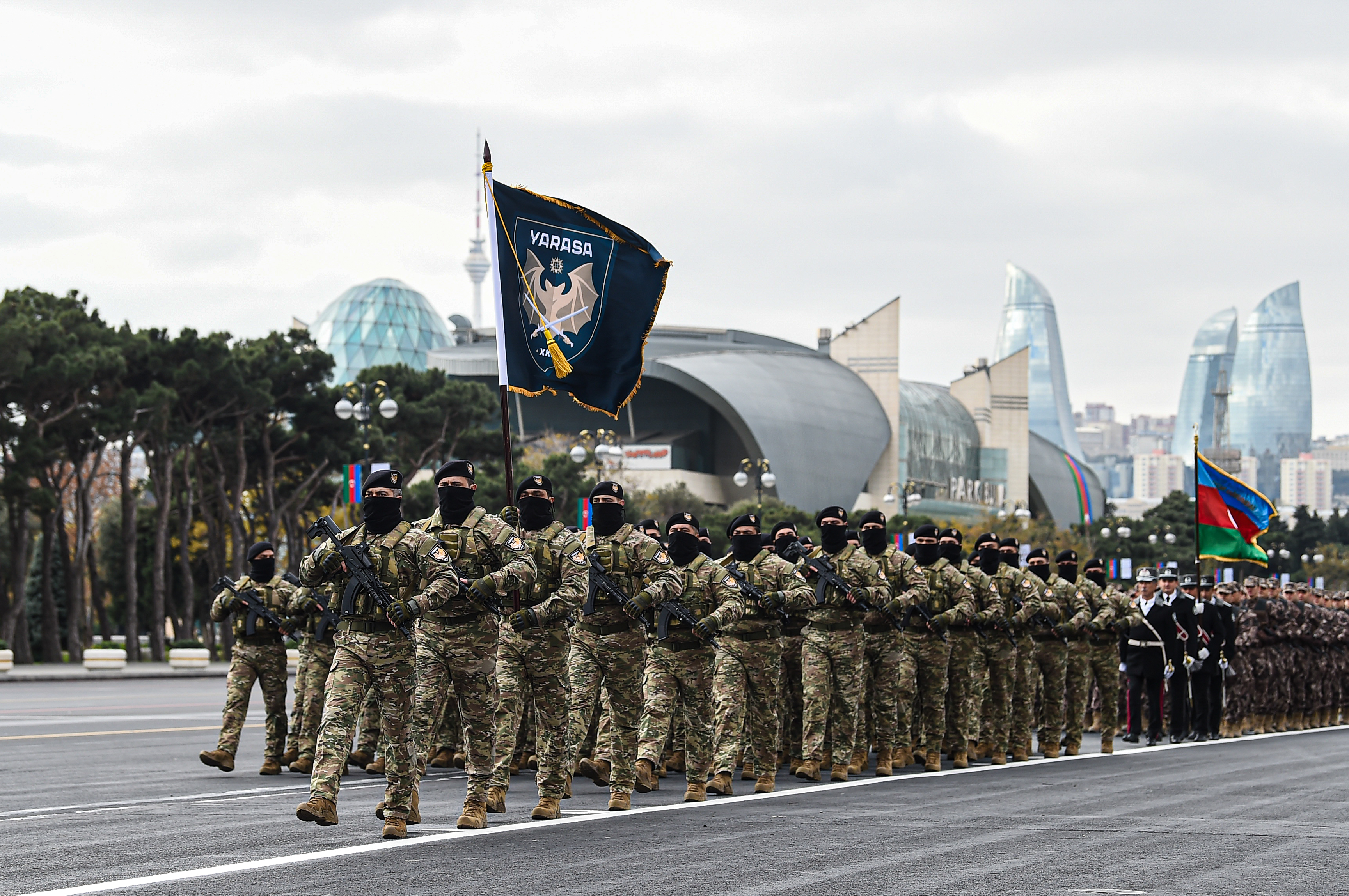
Спецподразделения YARASA Службы внешней разведки
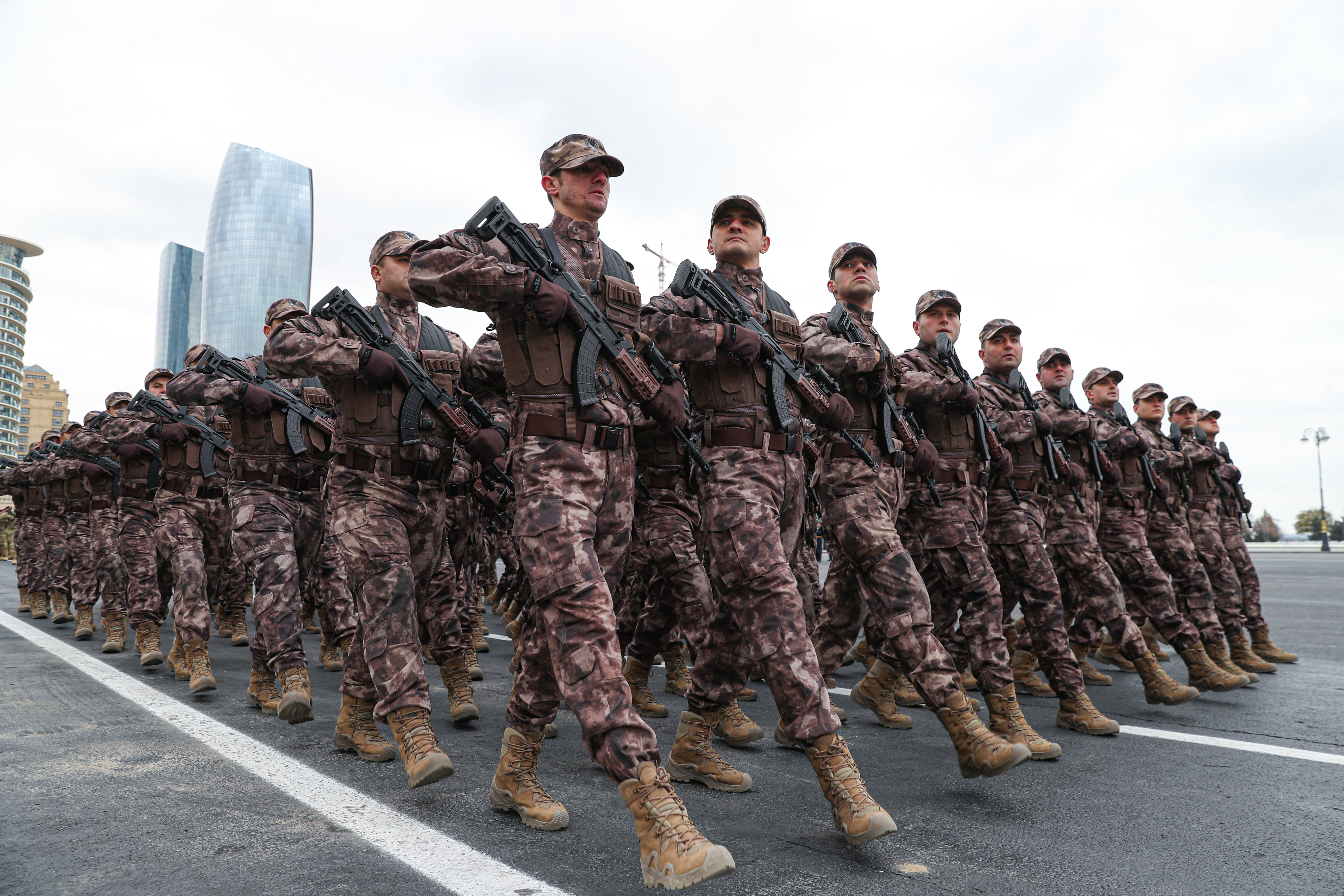
Службы государственной безопасности
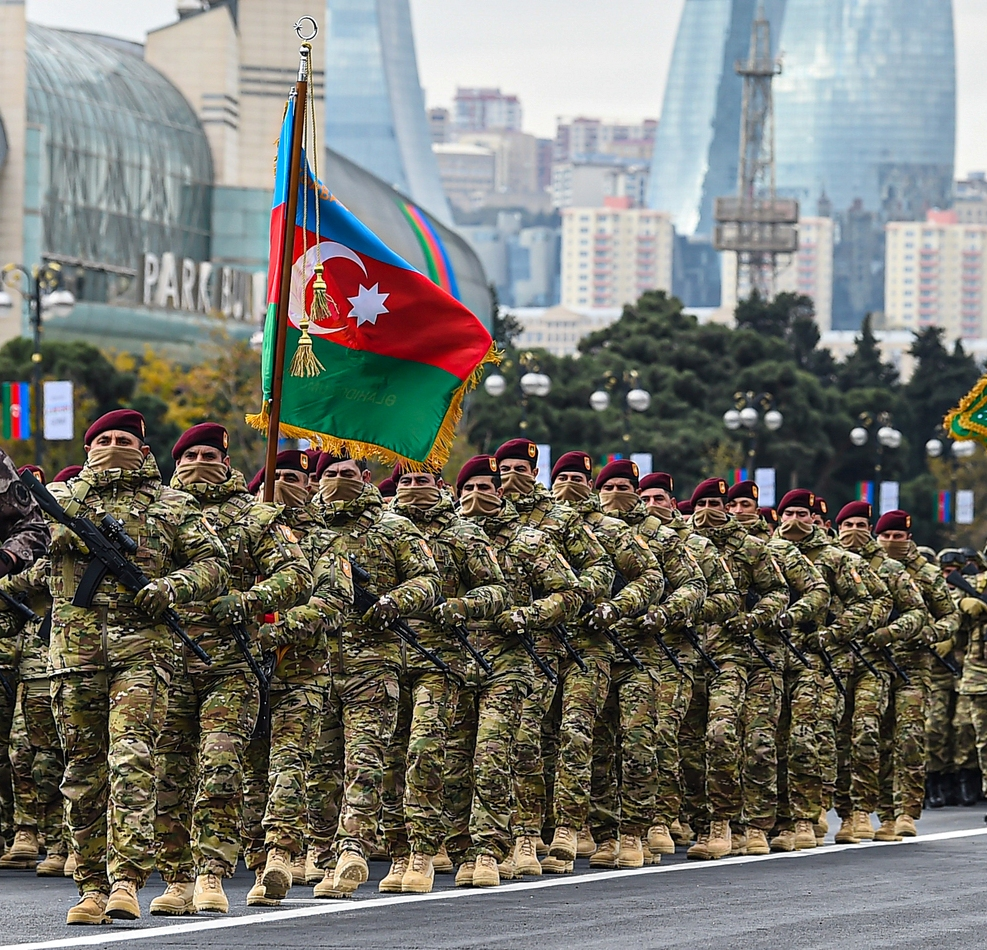
Спецназа Отдельной общевойсковой армии
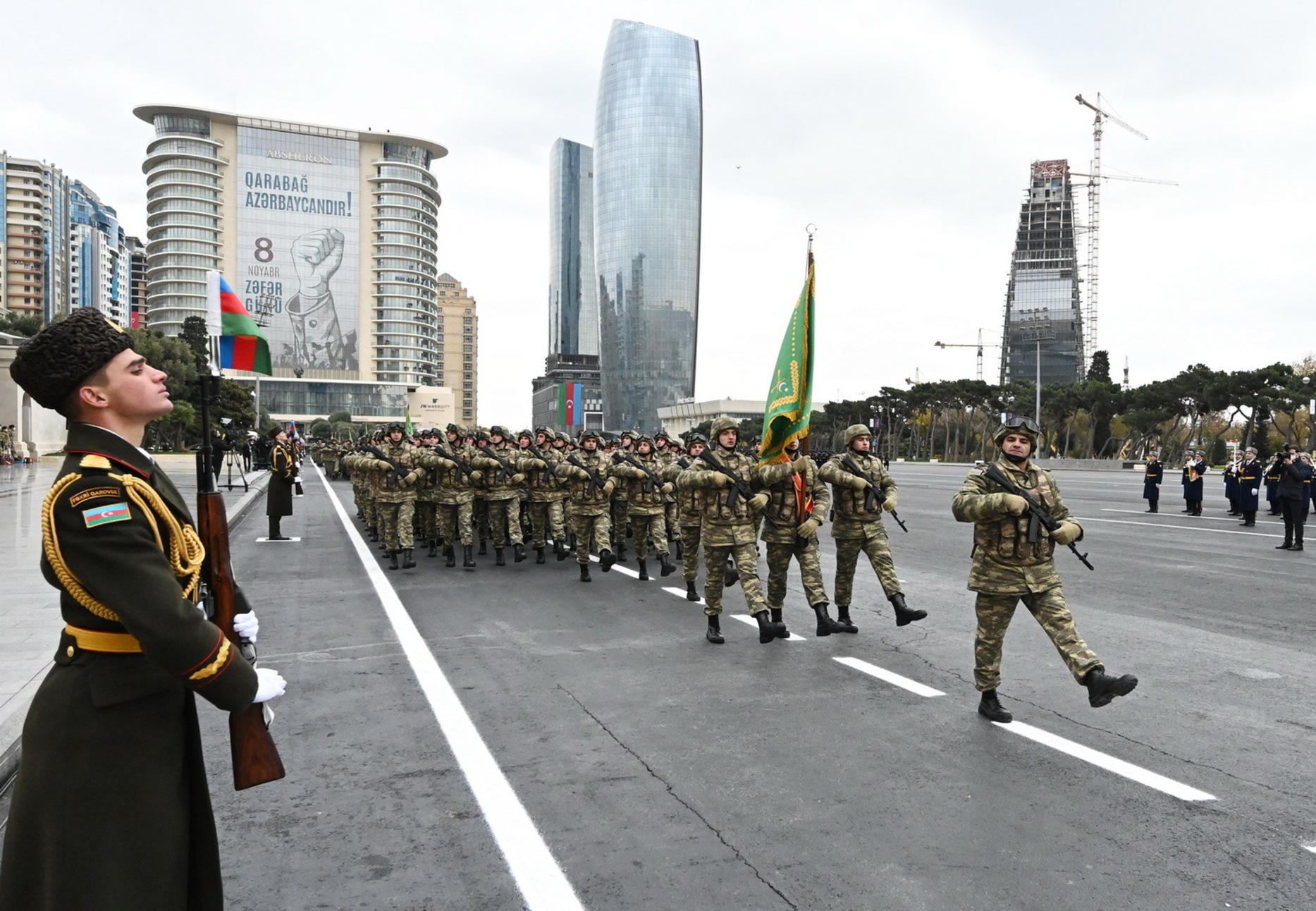
1-го армейского корпуса
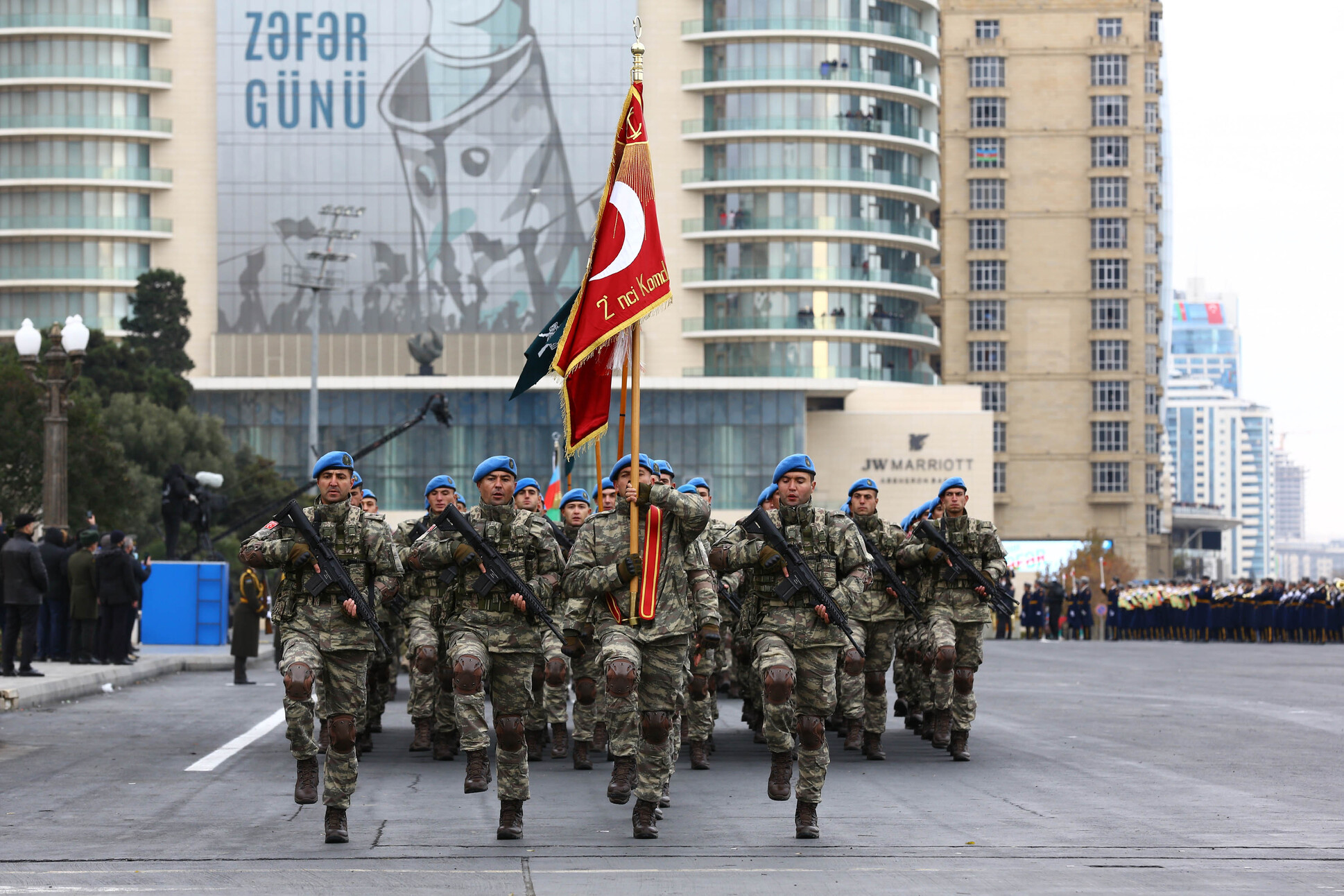
Вооружённых сил Турецкой Республики
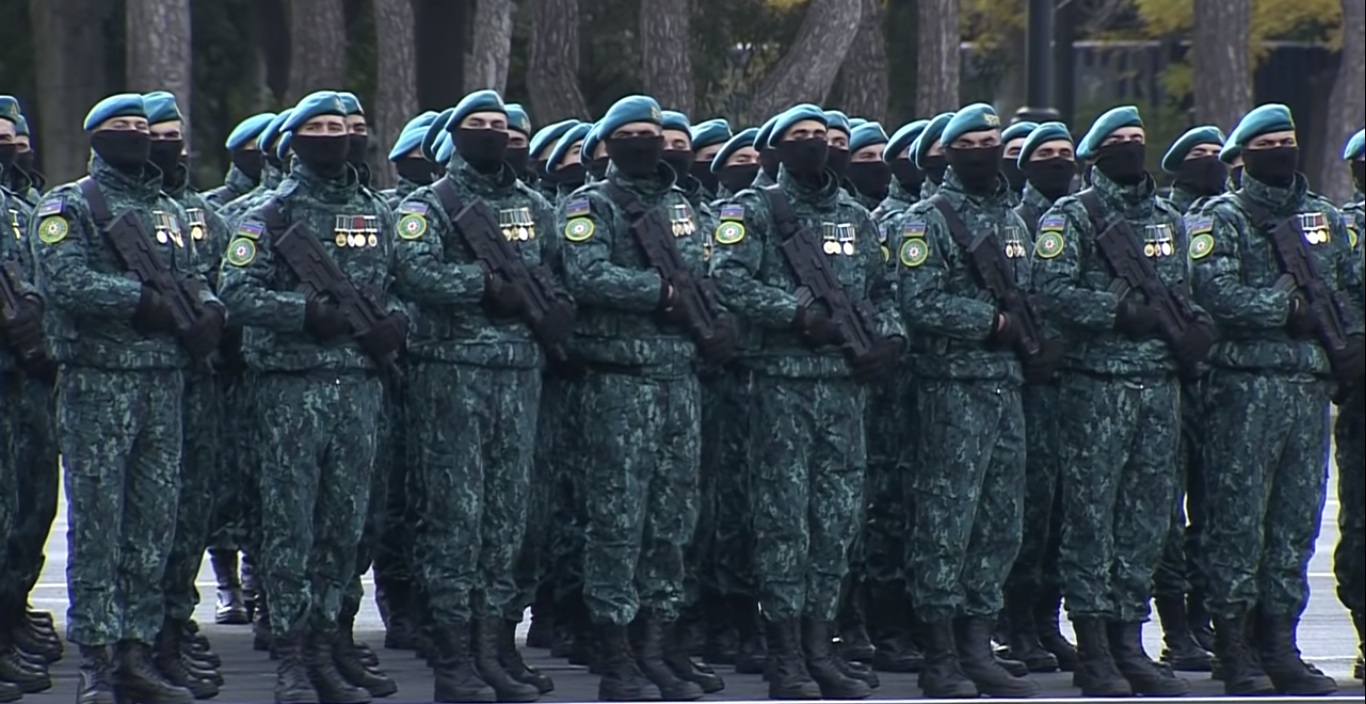
Государственной пограничной службы

#### Трофейная техника
После завершения пешей части парада началось прохождение техники. Сначала перед трибуной проехали автомобили с военнослужащими, получившими ранения в ходе недавних боевых действий.
После них была продемонстрирована композиция из армянских номерных знаков более 2 тысяч автомобилей, захваченных в качестве трофея у армянской стороны и выведенных из строя Вооружёнными силами Азербайджана на занятых ими в ходе конфликта территориях. Поверх стены были прикреплены буквы, складывающиеся во фразу «Карабах — это Азербайджан!» (азерб. Qarabağ Azərbaycandır!). Похожую стену, только из номерных знаков с подбитой азербайджанской техники, армяне выложили в селе Ванклу после войны 1992—1994 годов.
Затем по площади Свободы на трейлерах была провезена часть армянской военной техники, захваченной в ходе боевых действий в качестве трофея. Среди трофейной техники, находящейся в исправном состоянии, были буксируемая гаубица Д-30 на прицепе автомобиля «КамАЗ», буксируемая пушка-гаубица Д-20 на прицепе автомобиля «Урал», буксируемые зенитные установки, зенитно-ракетные комплексы «Оса-1Т», «Куб», ЗСУ «Шилка», боевые машины пехоты (БМП), танки Т-72. Также была продемонстрирована непригодная к использованию трофейная техника: бронированный «УАЗ Патриот», легковой «УАЗ Хантер», грузовые автомобили «ЗИЛ-131», «Урал», «КамАЗ», 122-миллиметровая самоходная артиллерийская установка «Гвоздика», установки БМ-21 «Град», БМП-1 и БМП-2, танки Т-72.

Трофейная техника, находящаяся в исправном состоянии
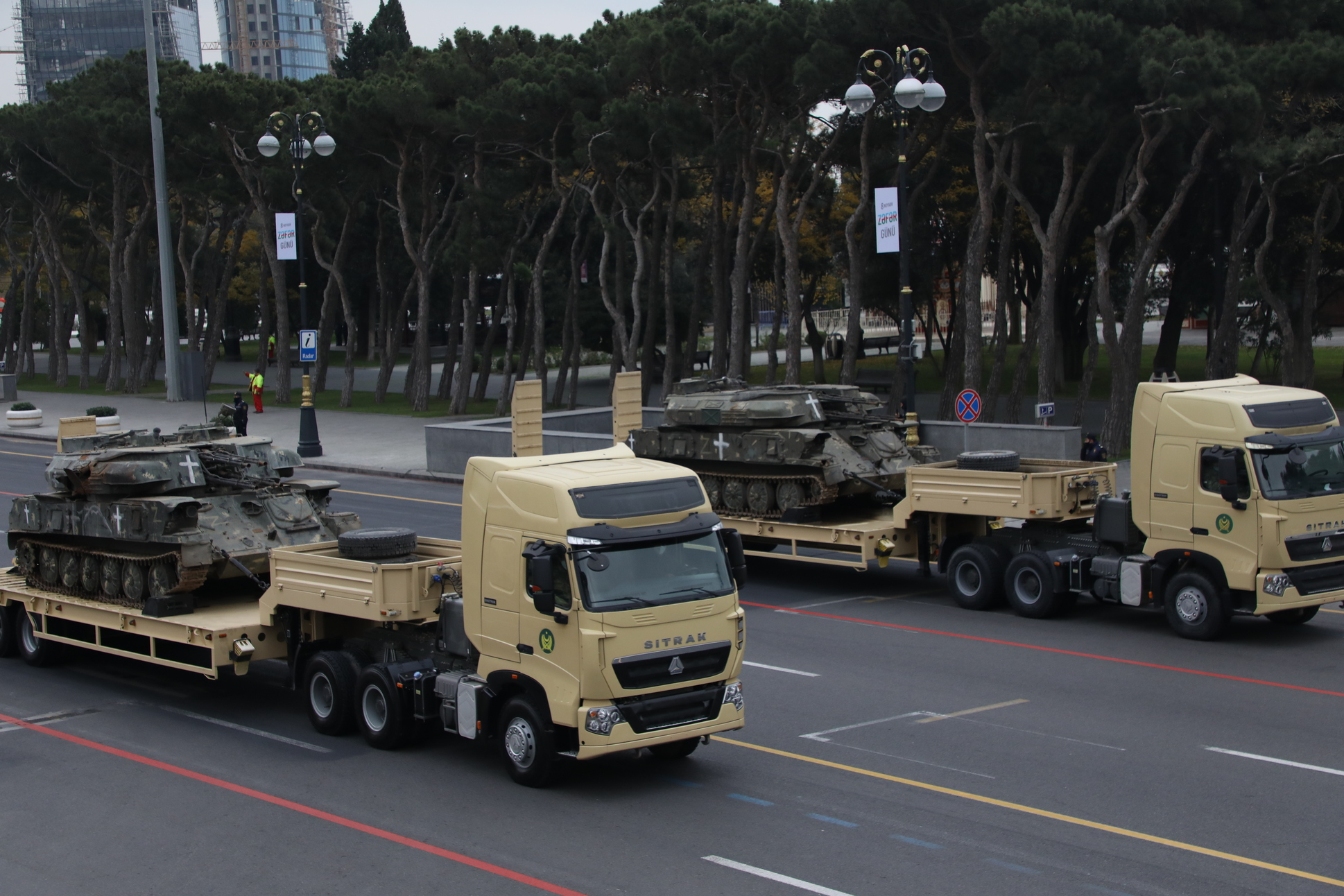
ЗСУ «Шилка»
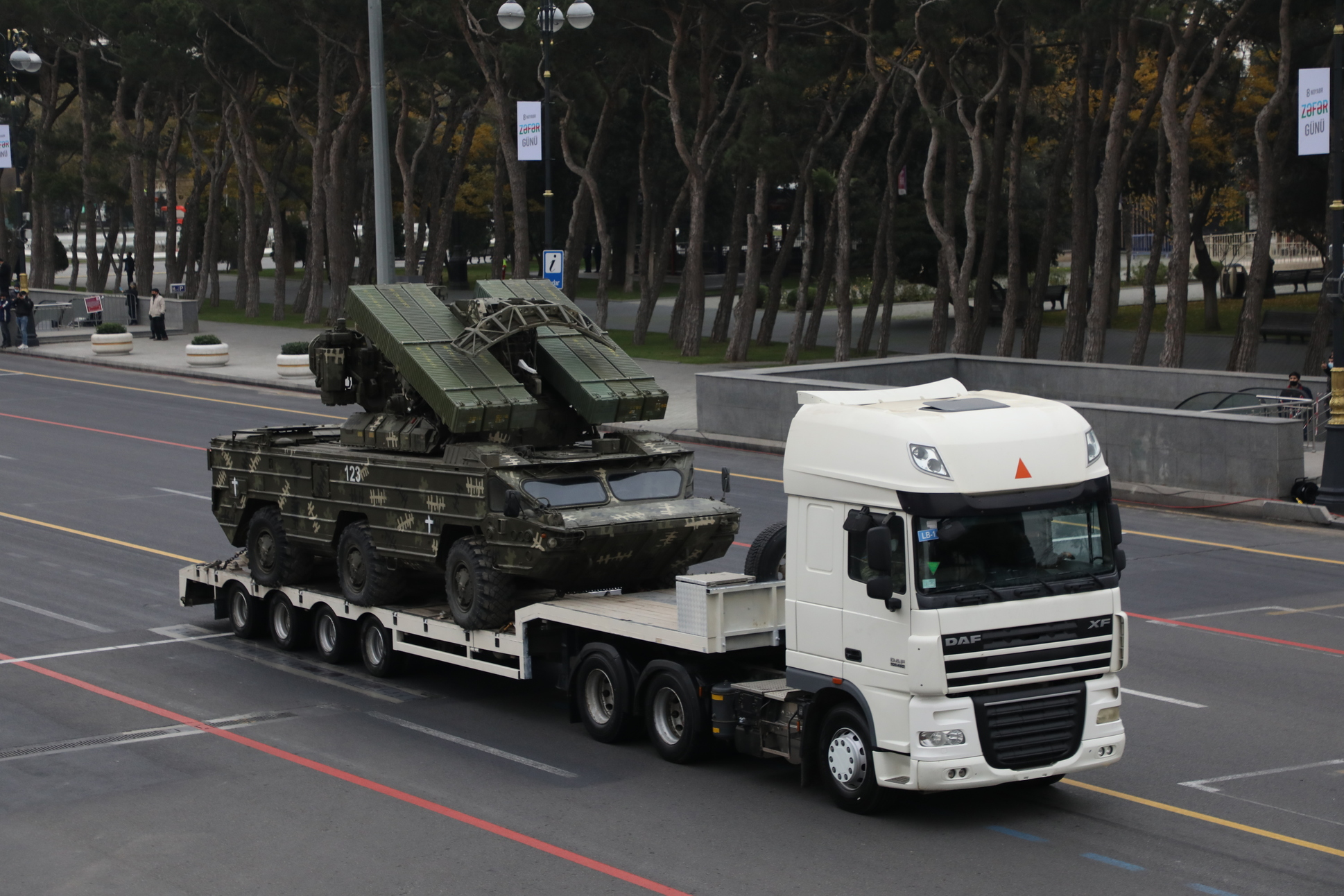
ЗРК «Оса»
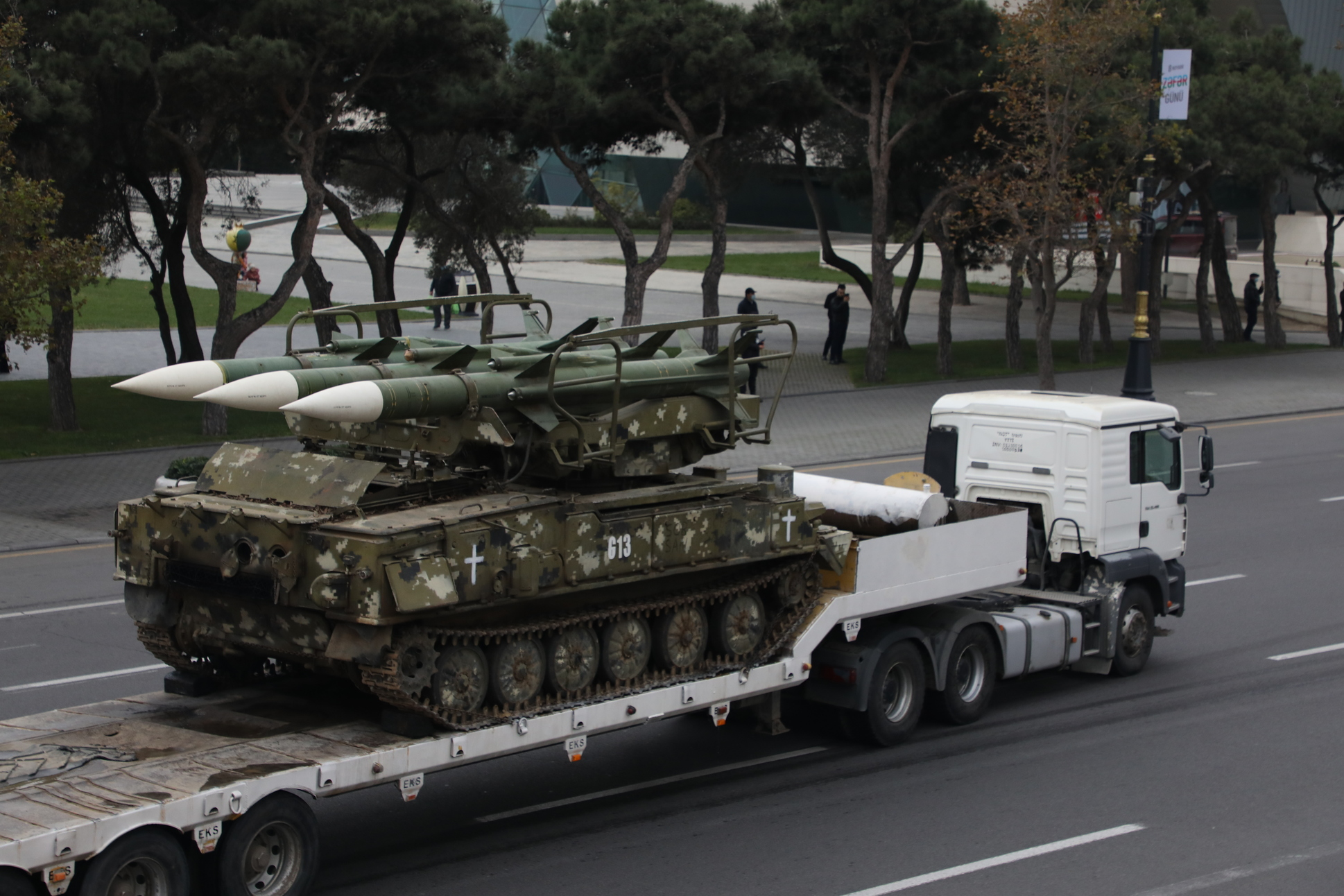
ЗРК «Куб»
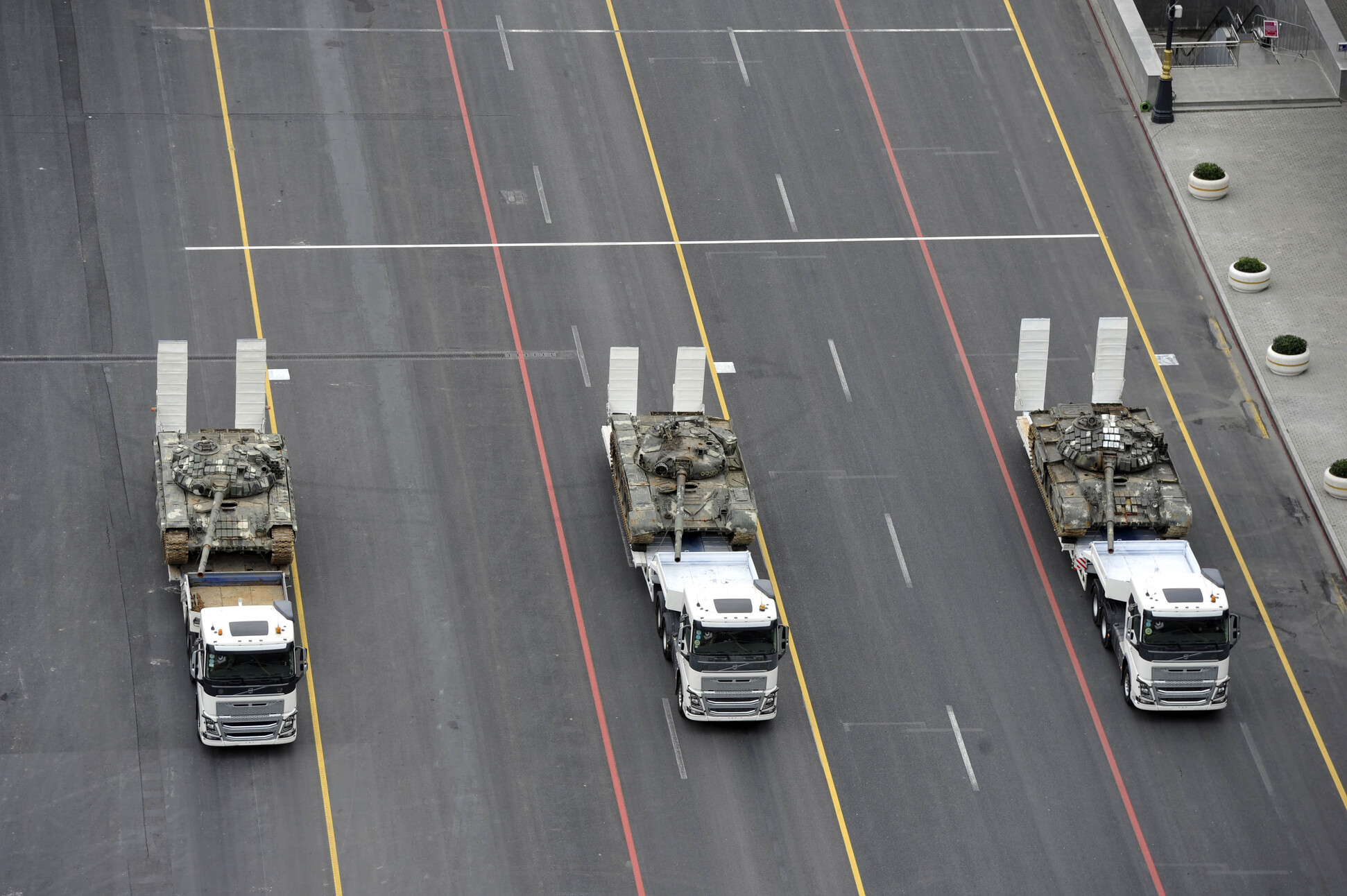
Танки Т-72

Трофейная техника, непригодная к использованию
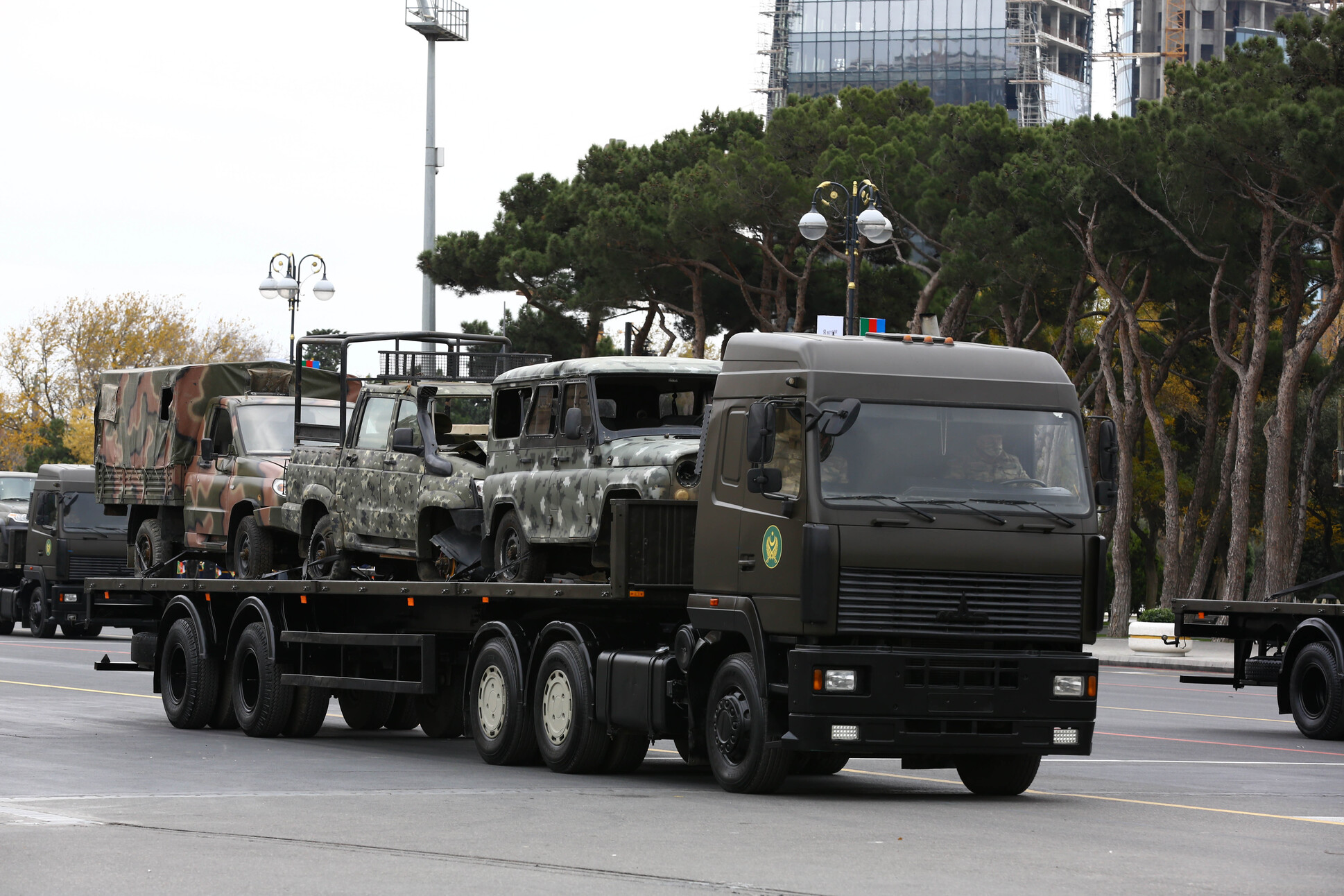
Автомобили и грузовики
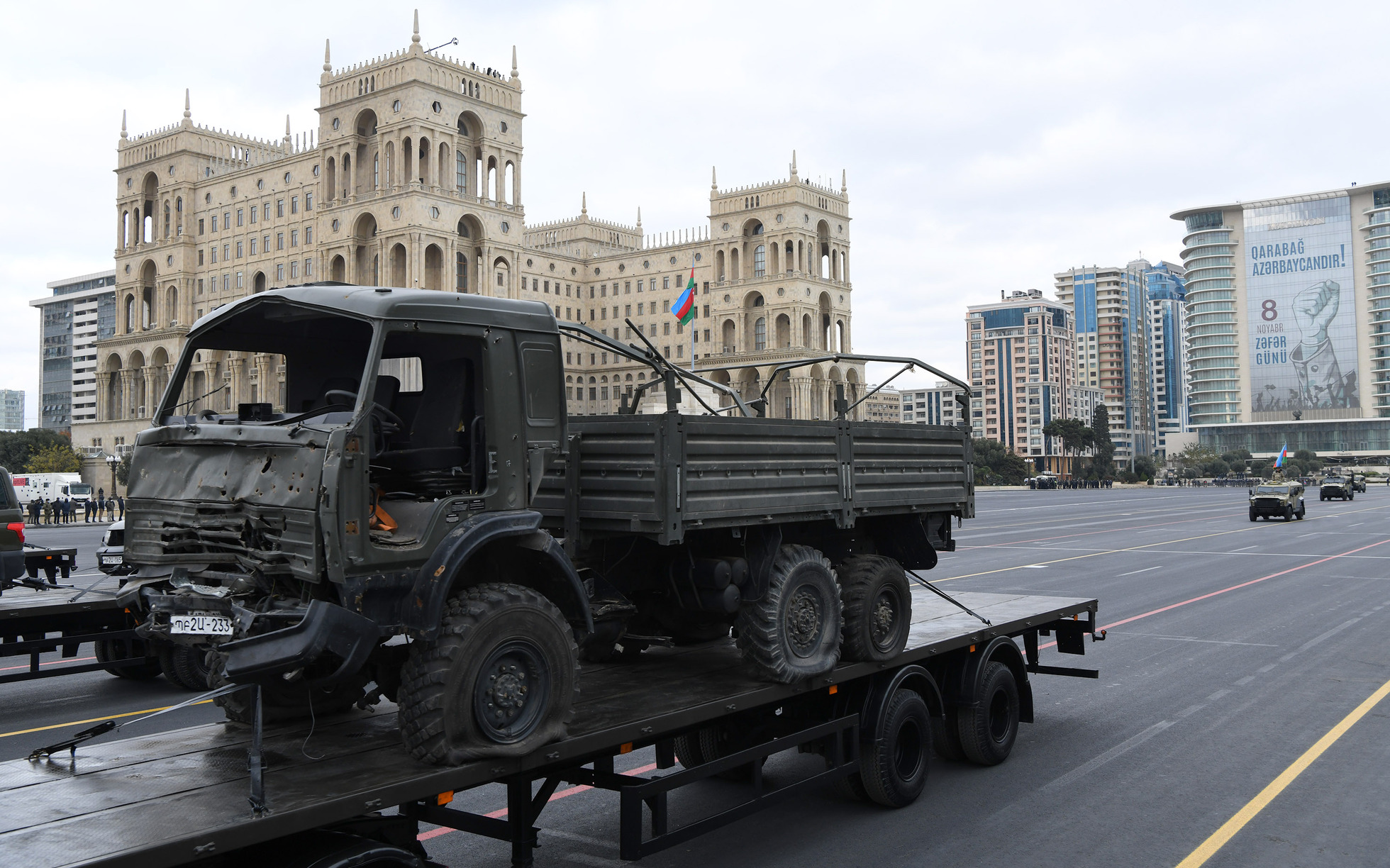
Грузовик «КамАЗ»
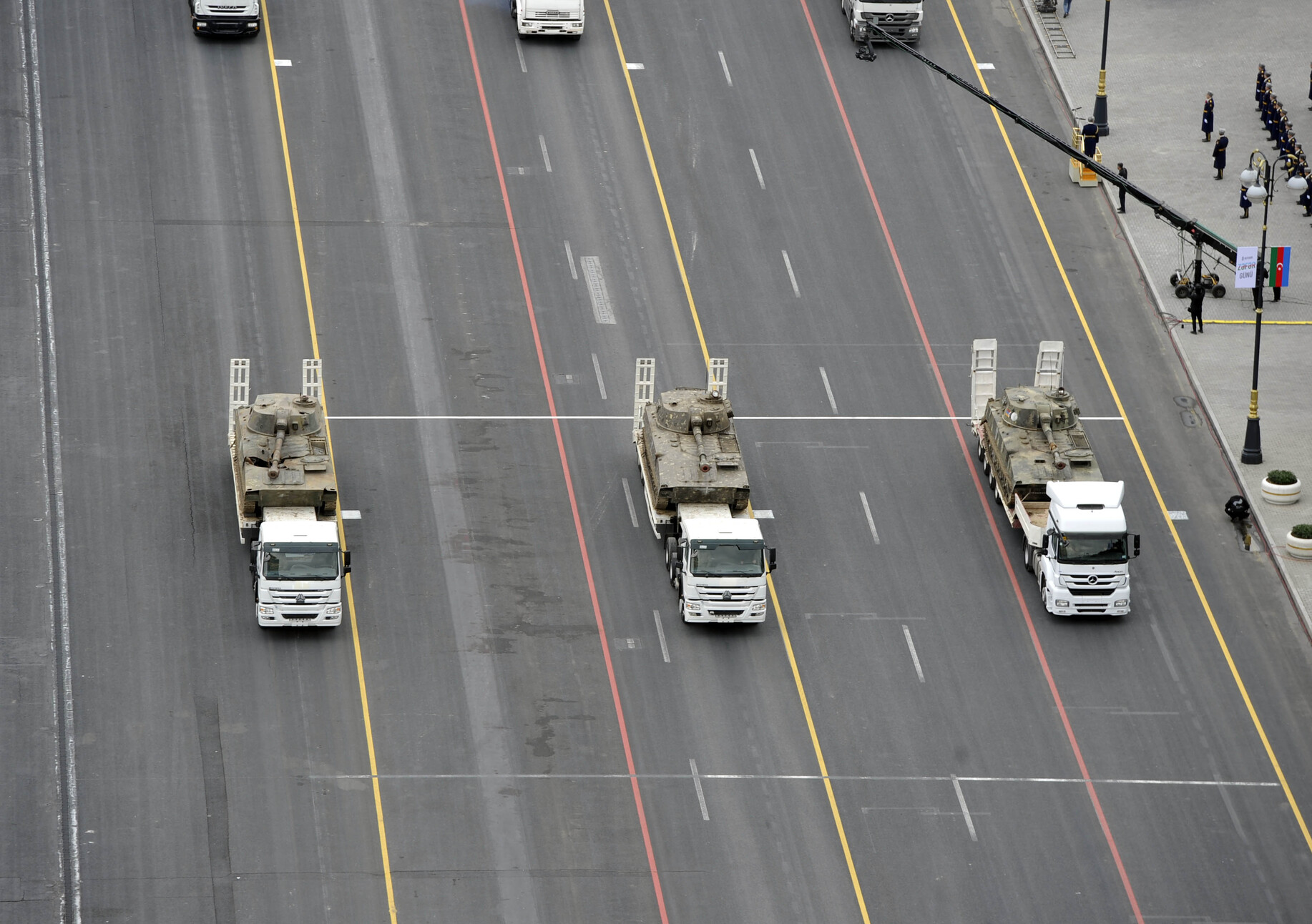
Самоходные артиллерийские установки «Гвоздика»
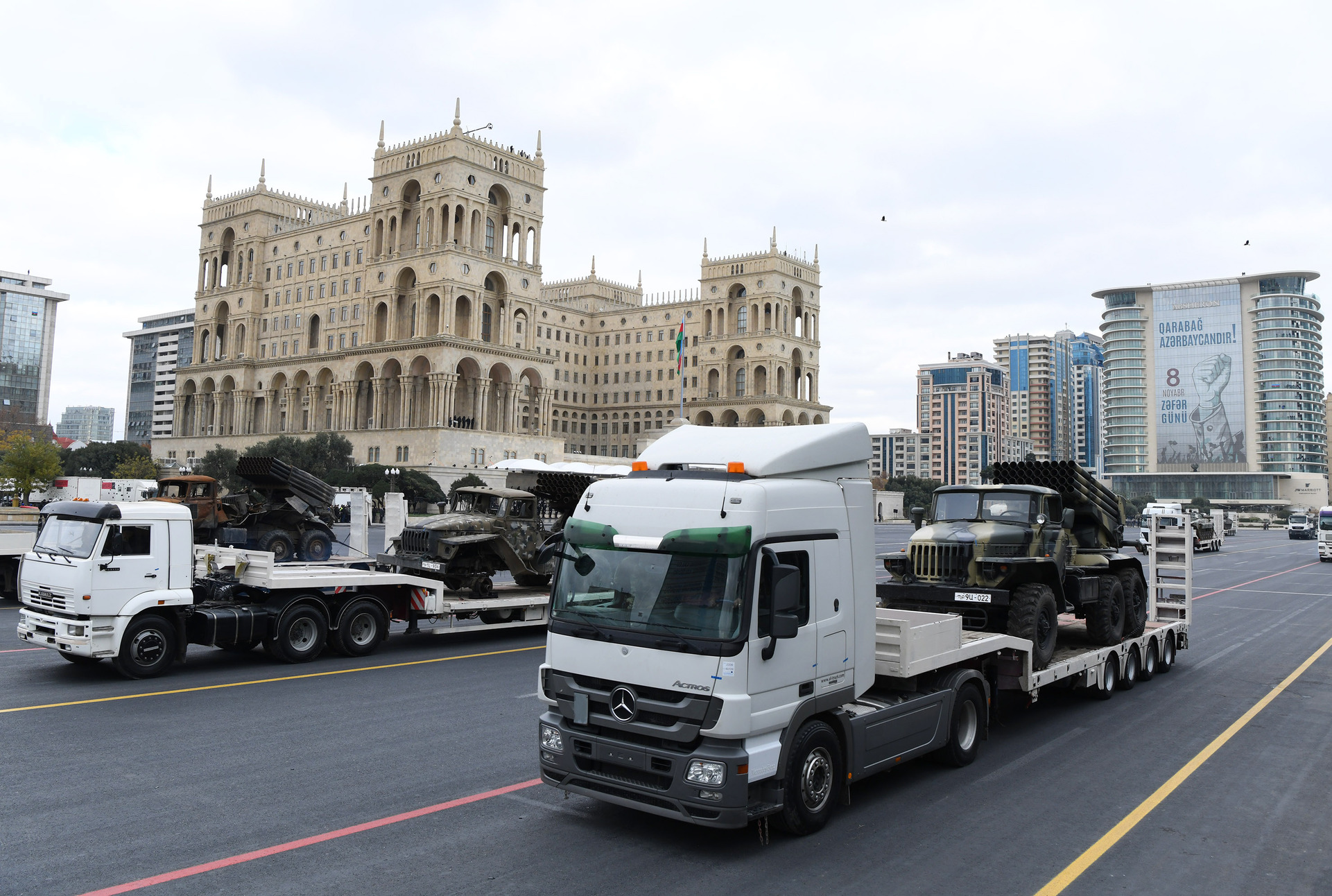
РСЗО «Град»

#### Техника ВС Азербайджана

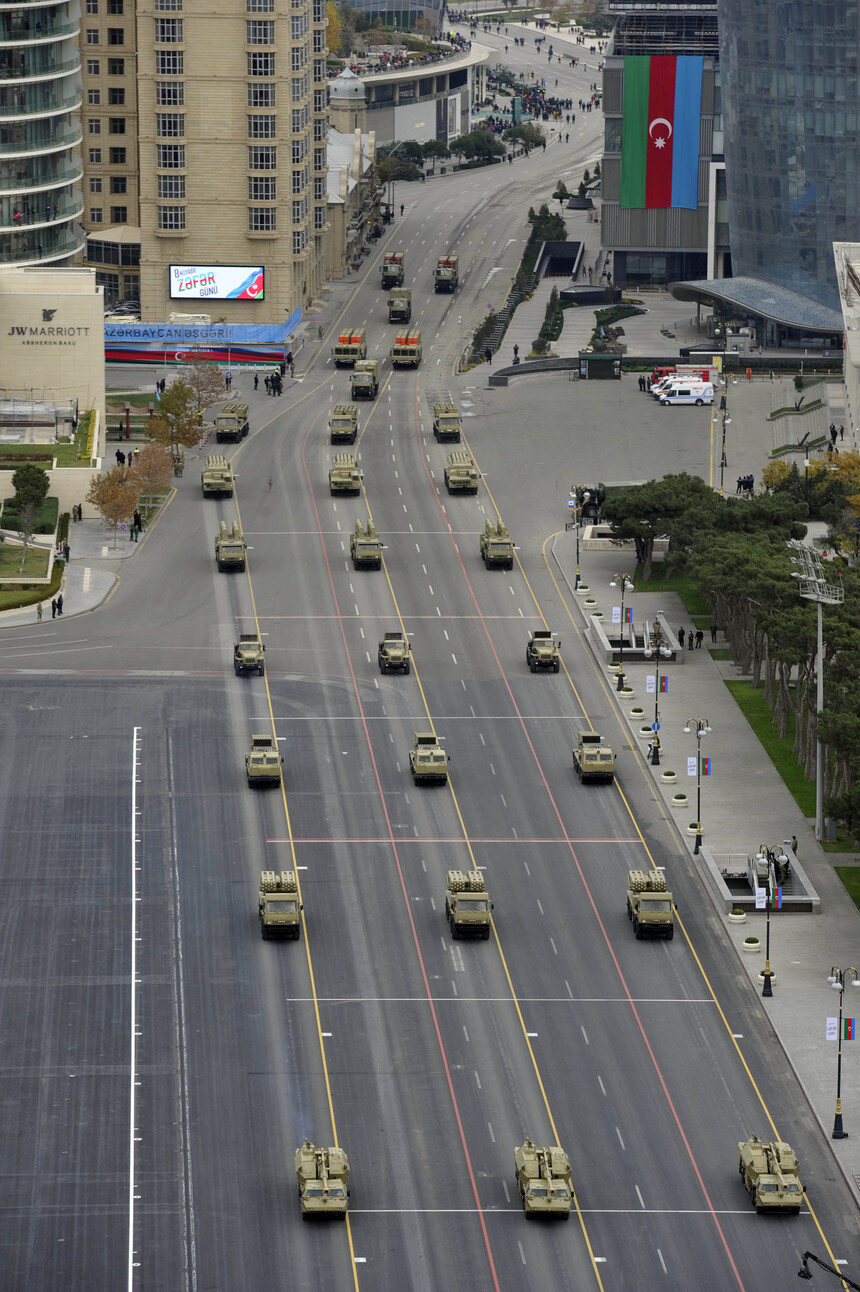
Колонны военной техники ВС Азербайджана во время Парада Победы

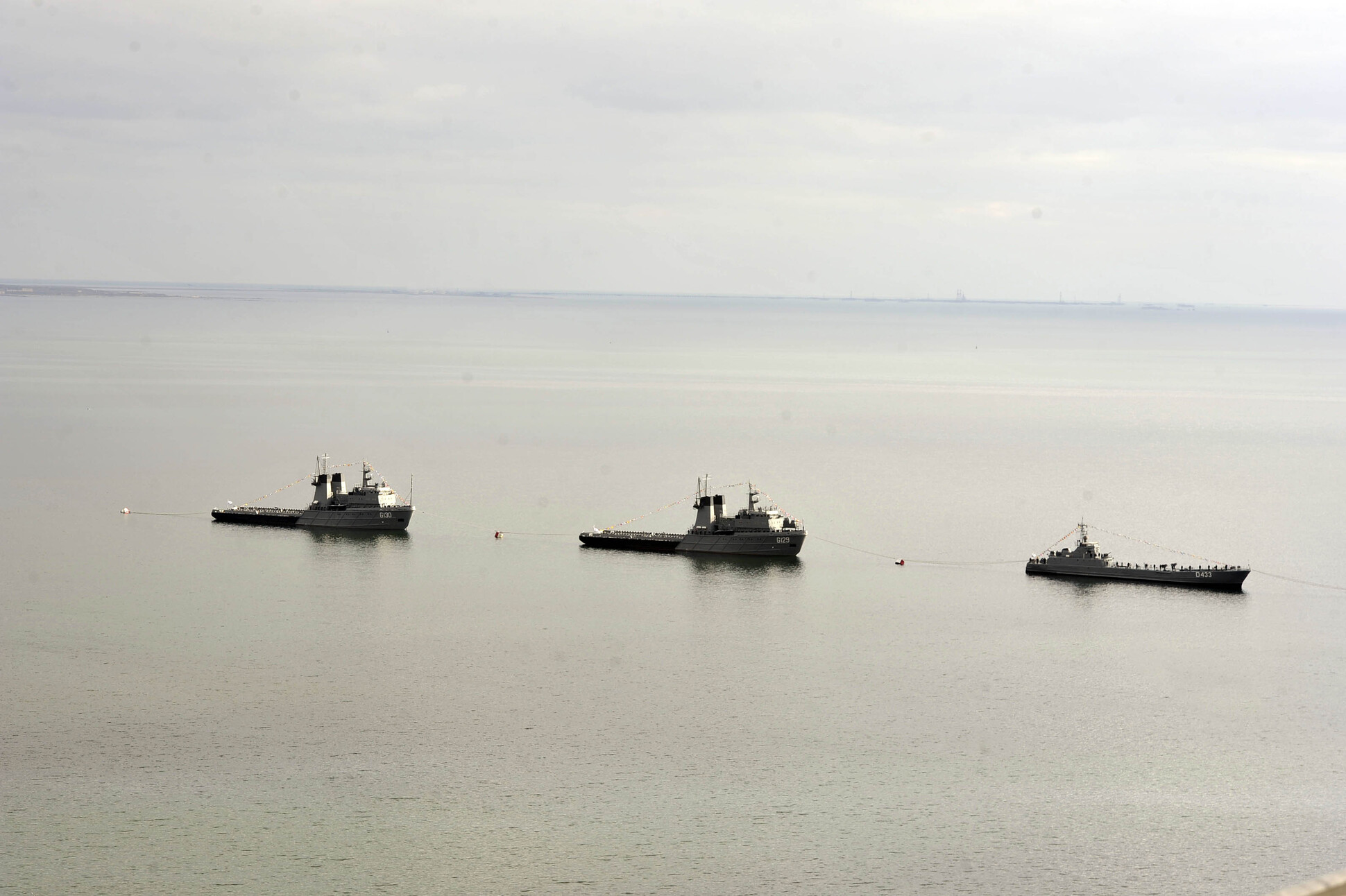
Стоящие на рейде в акватории Бакинской бухты боевые корабли

Третья часть парада была показом боевой техники в следующем порядке:
- Колонна войск противовоздушной обороны во главе с заместителем министра обороны, командующим Военно-воздушными силами генерал-лейтенантом Рамизом Тахировым;
- Модернизированные зенитно-ракетные комплексы «Оса-1Т», «С-125 ТМ», «Бук-МБ», «Ильдырым[англ.]» и С-300 «Фаворит»;
- Беспилотные летательные аппараты Orbiter-1KM «Ити Гован», Orbiter-2B, Orbiter-3B, Orbiter-4, Aerostar-BP, Heron, Bayraktar TB2, Hermes-450, Hermes-900, «Кузгун» и Harop;
- Колонна артиллерийских систем во главе с генерал-майором Агамиром Султановым;
- Самоходные гаубицы и артиллерийские установки 152-миллиметровой «Акации», 152-миллиметровой «Мста-С», 203-миллиметровой «Пион», 220-миллиметровой тяжелой огнеметной системы «ТОС-1А», противотанкового комплекса «Хризантема-С», самоходных пушек-гаубиц «Дана», БМ-21 «Град», «РМ-70/85», реактивных систем залпового огня «Смерч», тактических комплексов «ТР-300 Гасырга», Extra, оперативно-тактических ракетных комплексов «Полонез» и LORA;
- Полёт пары военных транспортно-десантных вертолетов Ми-17 Военно-воздушных сил Азербайджана под командованием полковника Гасана Аловсатова с государственными флагами Азербайджанской и Турецкой республик над Бакинской бухтой;
- Полёт группы транспортно-боевых вертолетов Ми-35М под командованием полковника-лейтенанта Рашада Надирова;
- Полёт вооружённых ПТУР LAHAT и ПТРК Спайк вертолётов Ми-17 под командованием полковника-лейтенанта Рагима Гулузаде;
- Полёт групп многоцелевых истребителей МиГ-29 под командованием полковника Заура Рустамова;
- Полёт группы штурмовиков Су-25 во главе с генерал-майором Намигом Исламзаде, создавших в небе изображение государственного флага Азербайджанской Республики.

В параде участвовали стоящие на рейде в акватории Бакинской бухты боевые корабли и катера Военно-морских сил и Береговой охраны Государственной пограничной службы.
По словам военного эксперта по Ближнему Востоку Юрия Лямина, Азербайджан продемонстрировал на параде основные образцы оружия и военной техники, которые стоят на вооружении в его армии, и были очень активно задействованы в ходе недавней войны. Азербайджан, как отметил Лямин, показал много самых современных образцов российского производства своей армии, которые стоят на вооружении и российской армии.
Также на параде Азербайджан впервые показал приобретённые у Турции ударные беспилотники Bayraktar TB2. Были продемонстрированы и беспилотные аппараты, купленные Азербайджаном у Израиля. По мнению эксперта, именно барражирующие беспилотники сыграли большую роль в итоговом успехе азербайджанских войск в недавнем конфликте.
Российский военный эксперт Игорь Коротченко, в свою очередь, заявил, что парад произвёл сильное впечатление с точки зрения слаженности и выучки военнослужащих. Коротченко также отметил и высокий уровень трансляции парада, в ходе которого были использованы приёмы, которые использовались во время Парада Победы в Москве, к примеру, репортаж непосредственно с пролетавших над местом проведения парада самолётов и вертолётов.

Техника, стоящая на вооружении Азербайджана
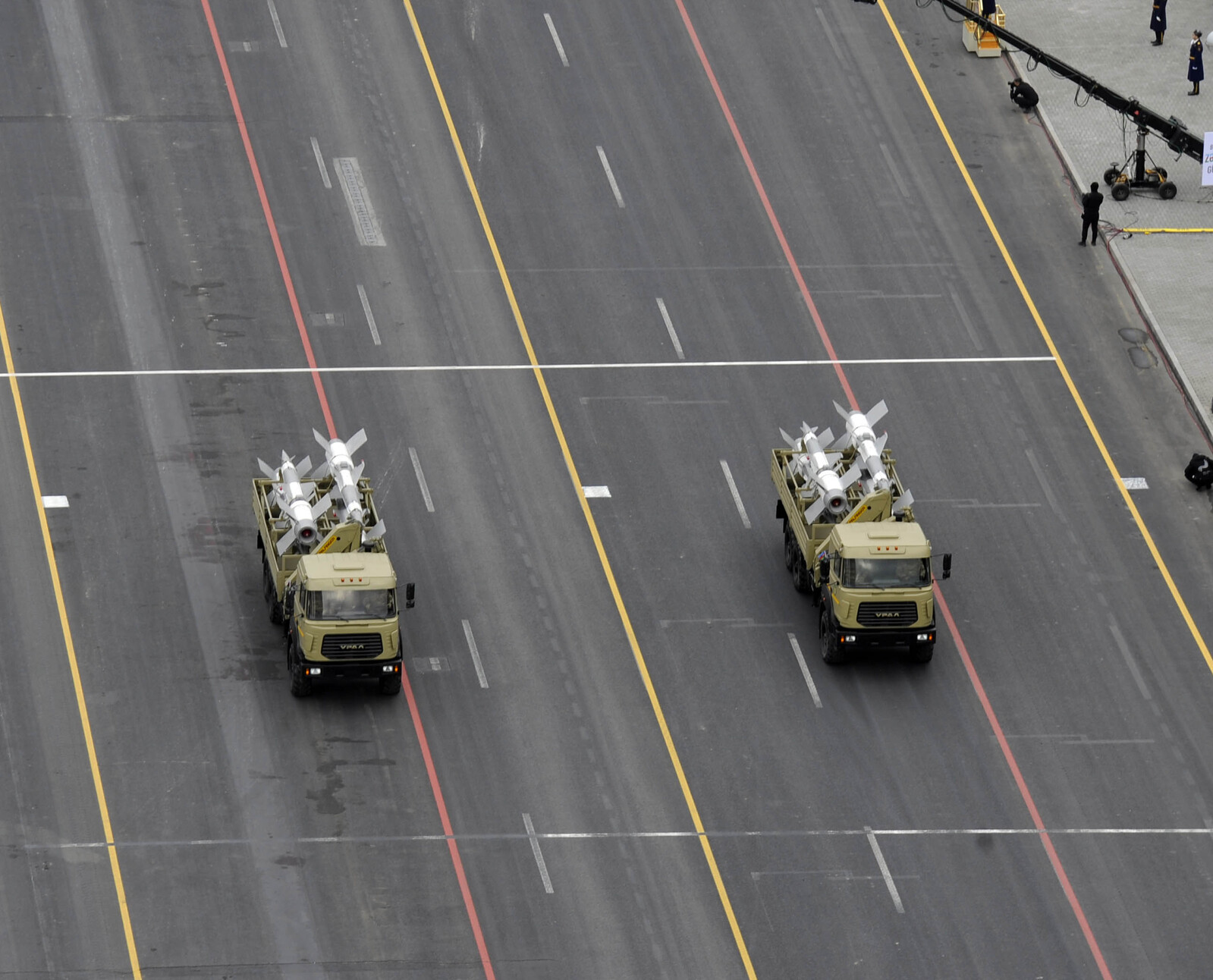
ЗРК «С-125 ТМ»
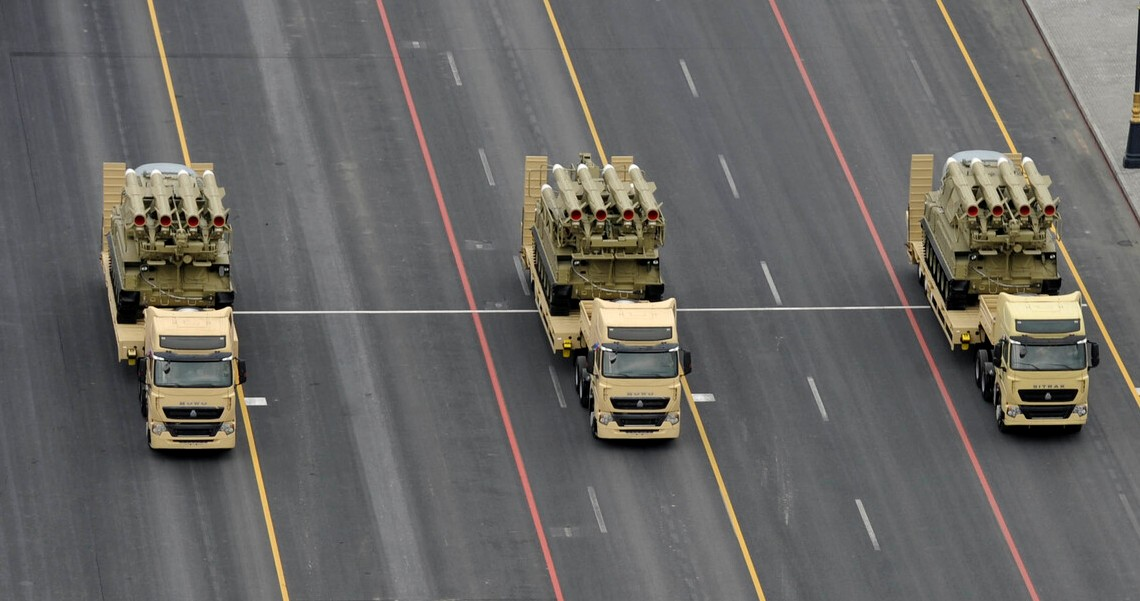
ЗРК «Бук-МБ»
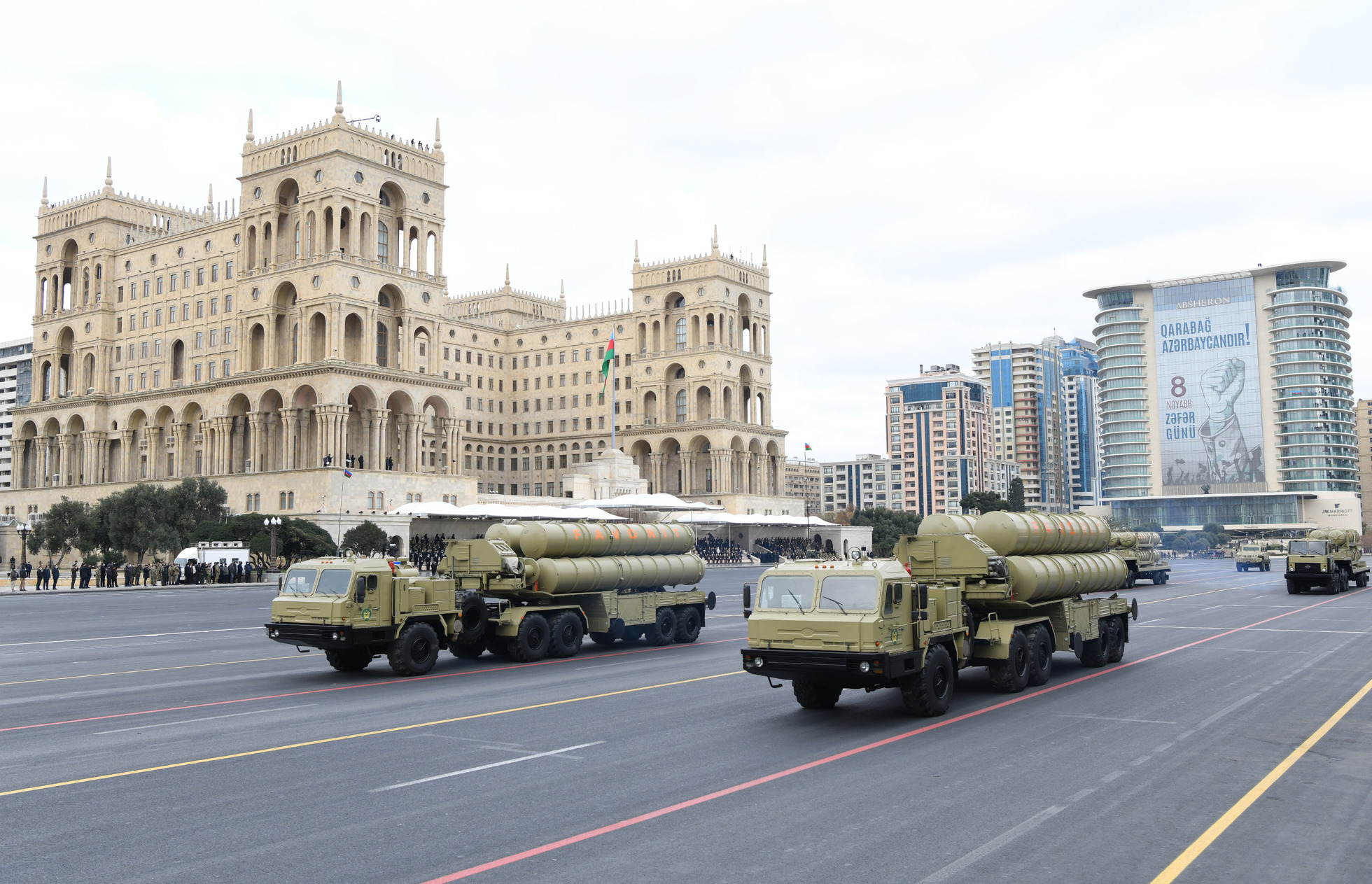
ЗРК С-300 «Фаворит»
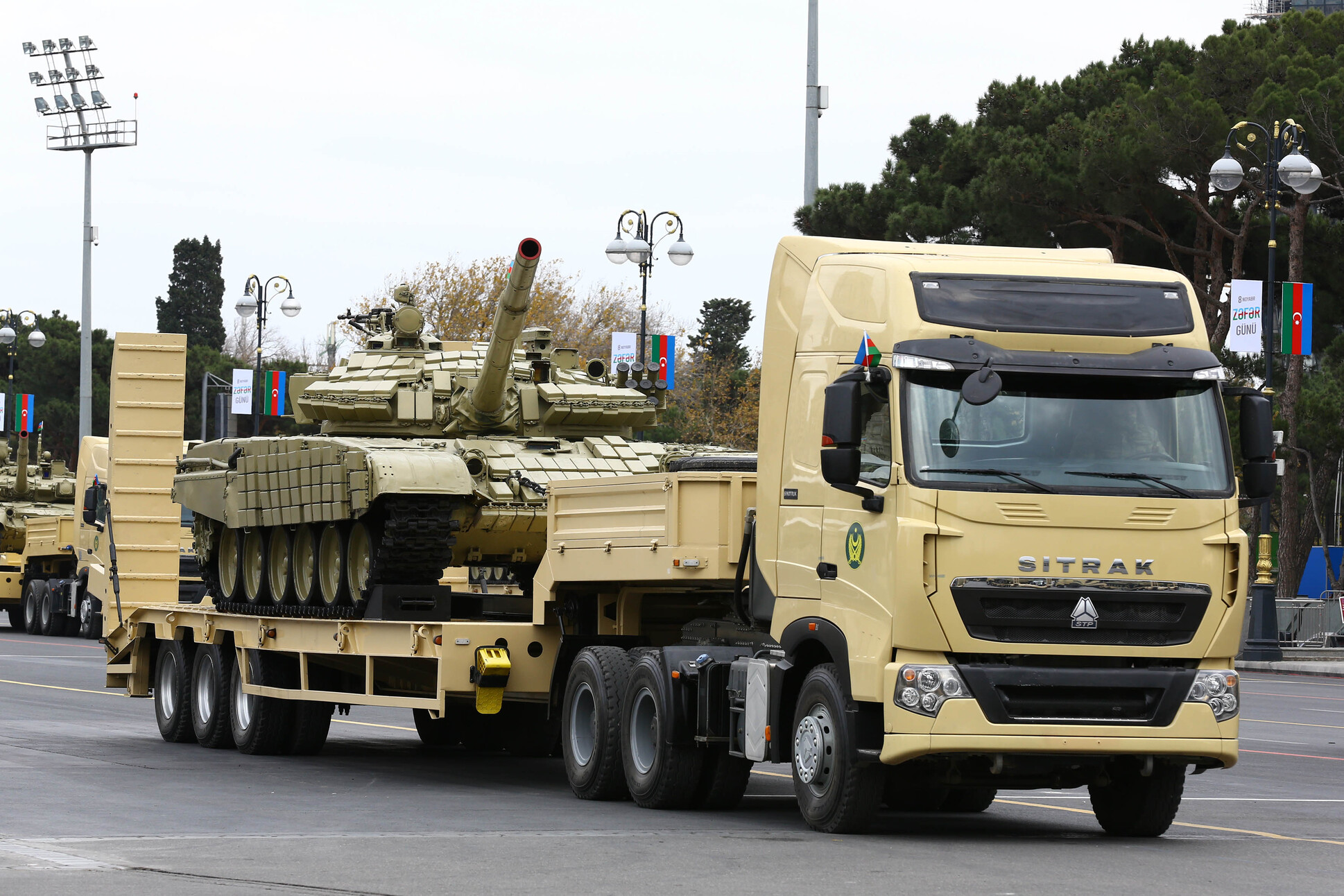
Танк Т-72
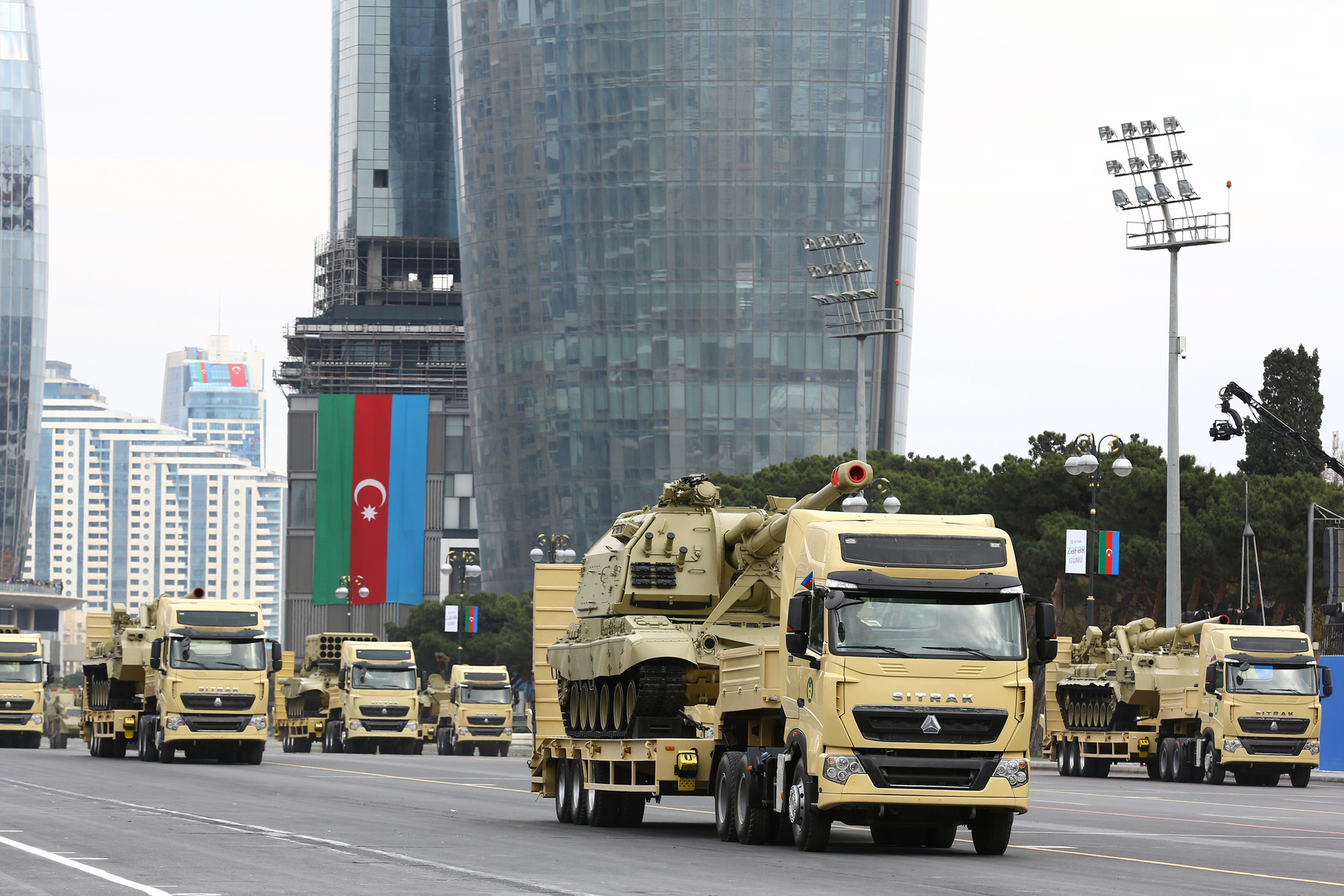
Самоходная гаубица «Мста-С»
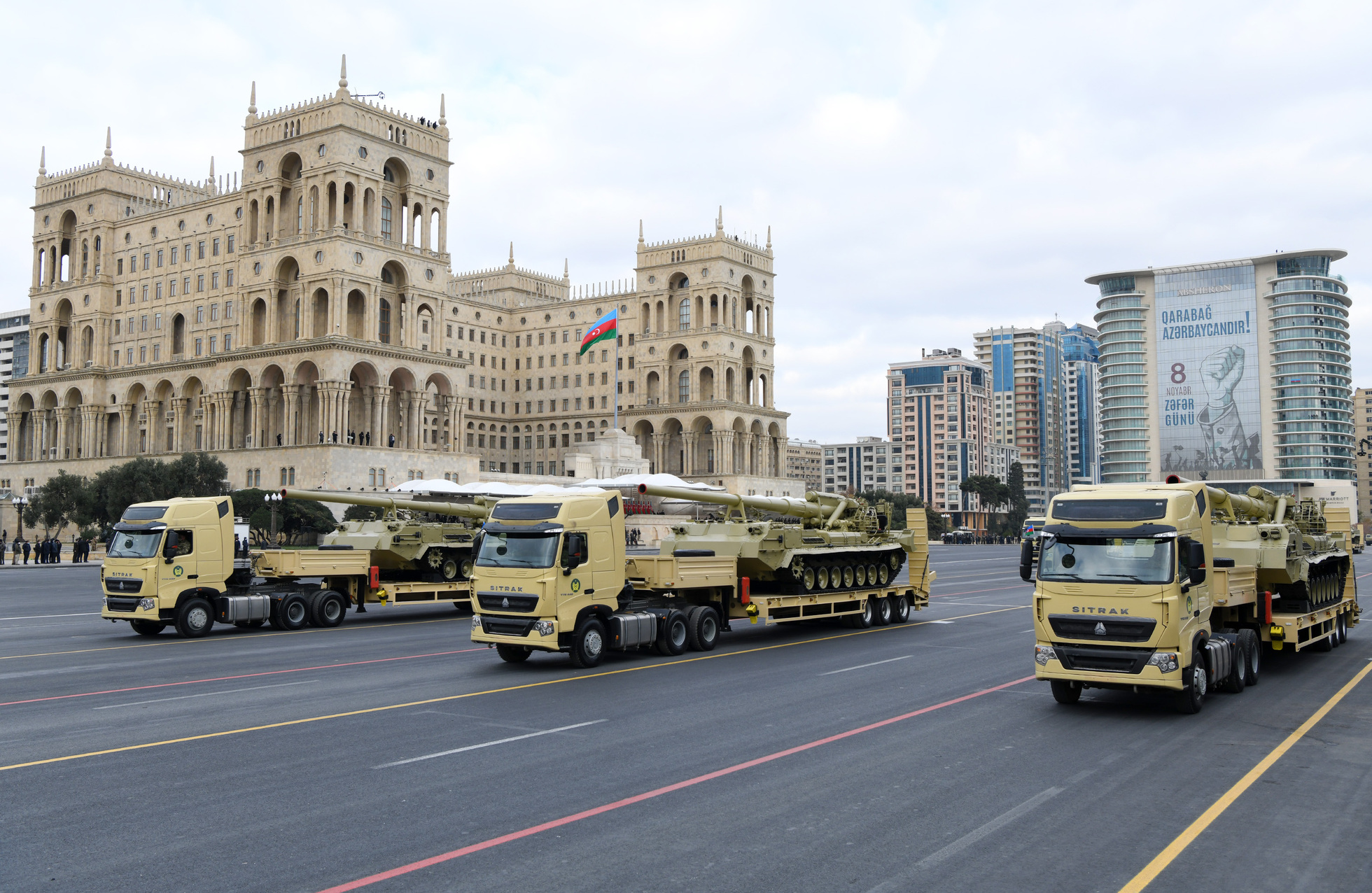
Самоходные пушки «Пион»
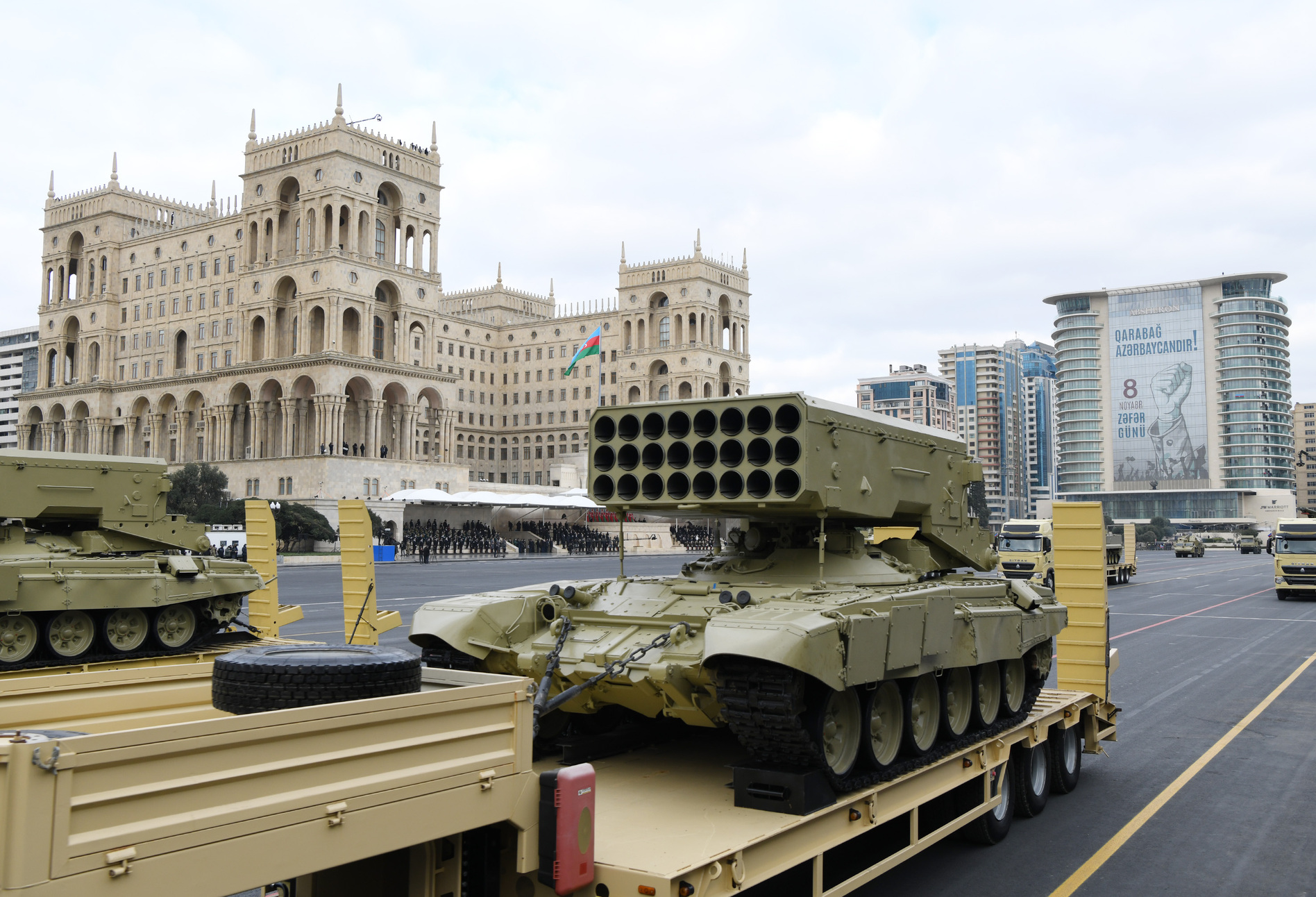
Тяжёлая огнемётная система «ТОС-1А»
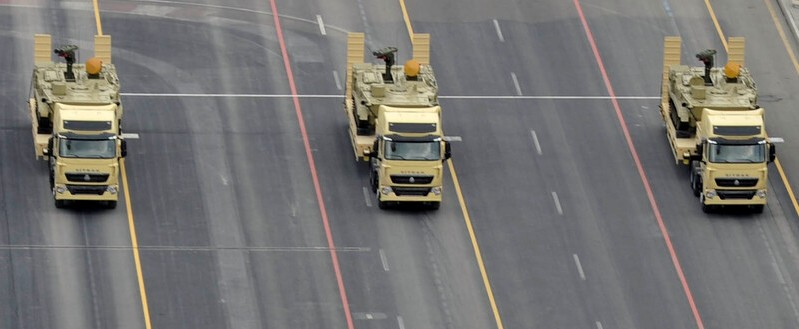
Самоходные противотанковые ракетные комплексы «Хризантема-С»

БПЛА, стоящие на вооружении Азербайджана
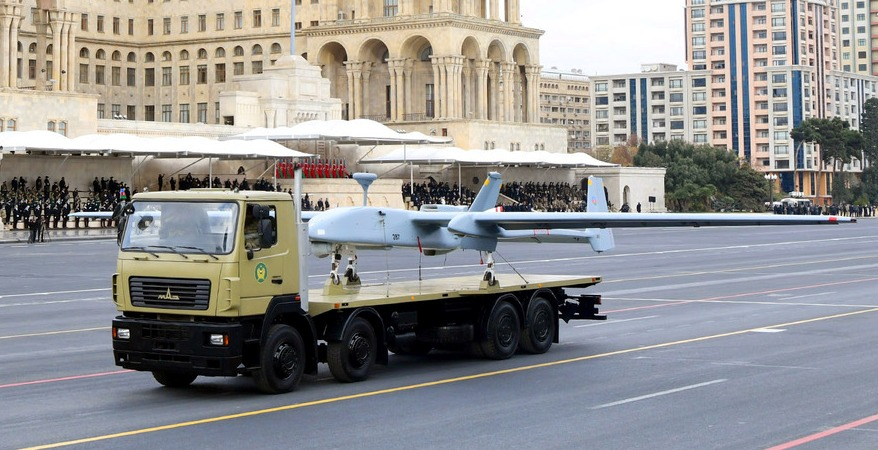
Heron
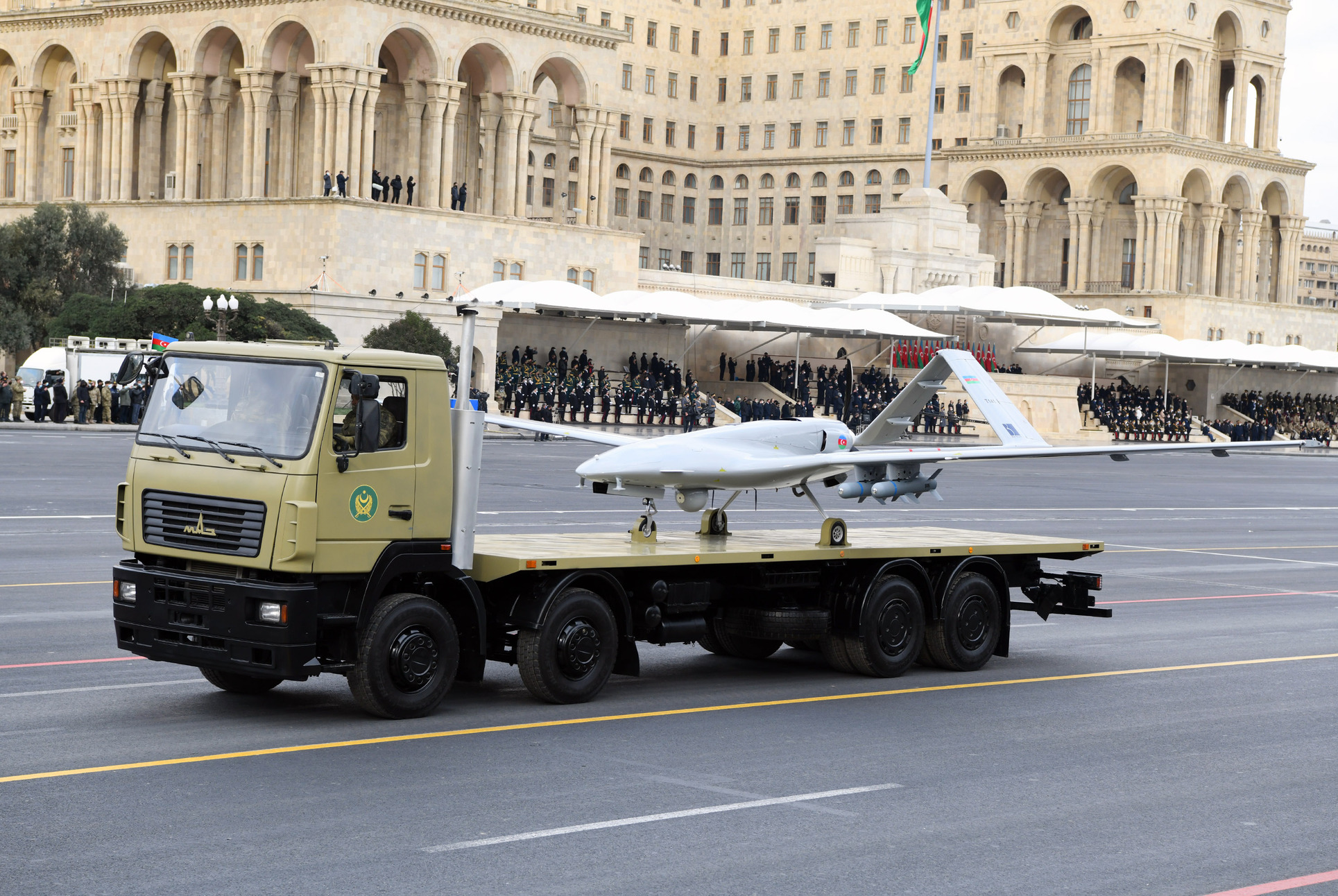
Bayraktar TB2
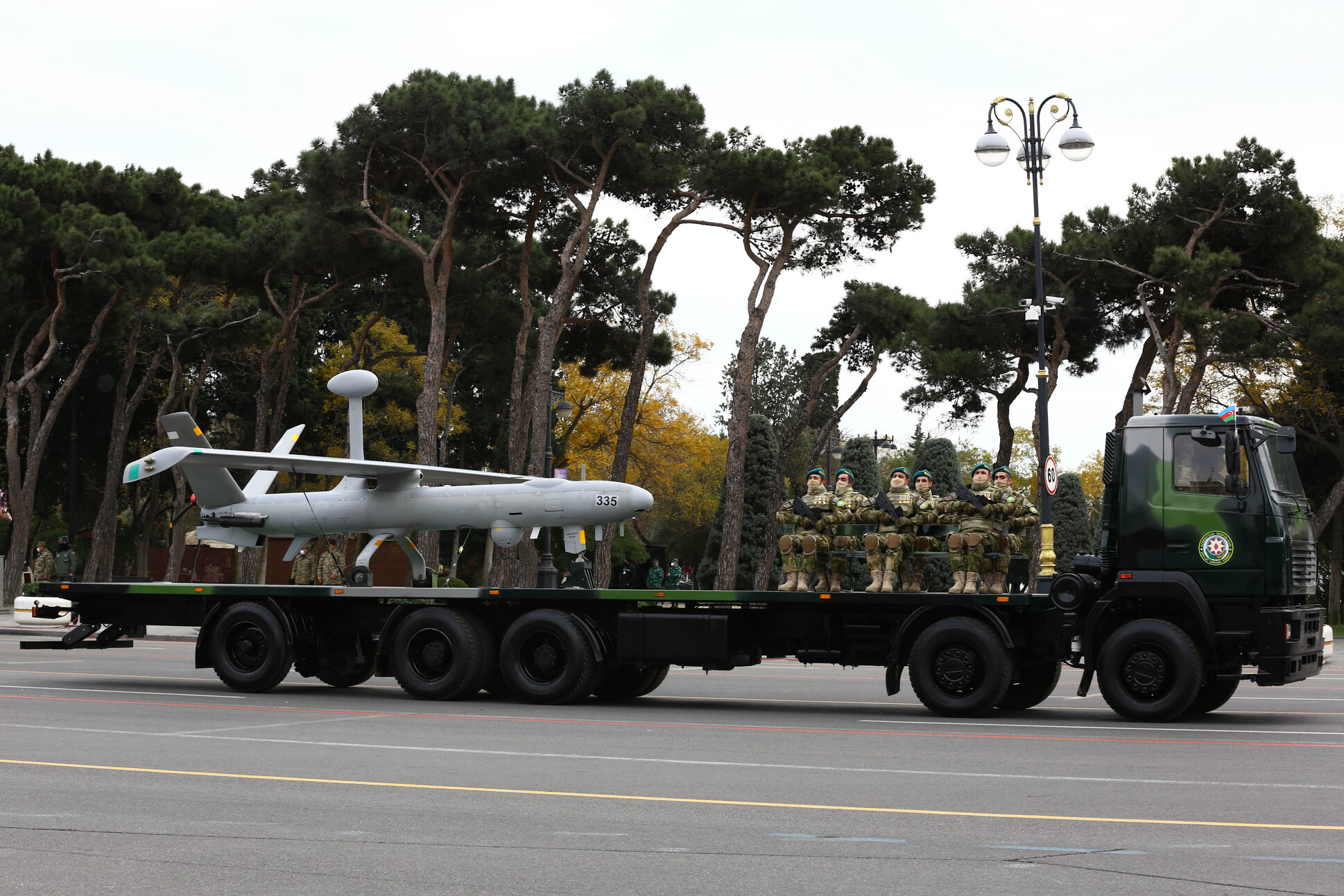
Hermes-450
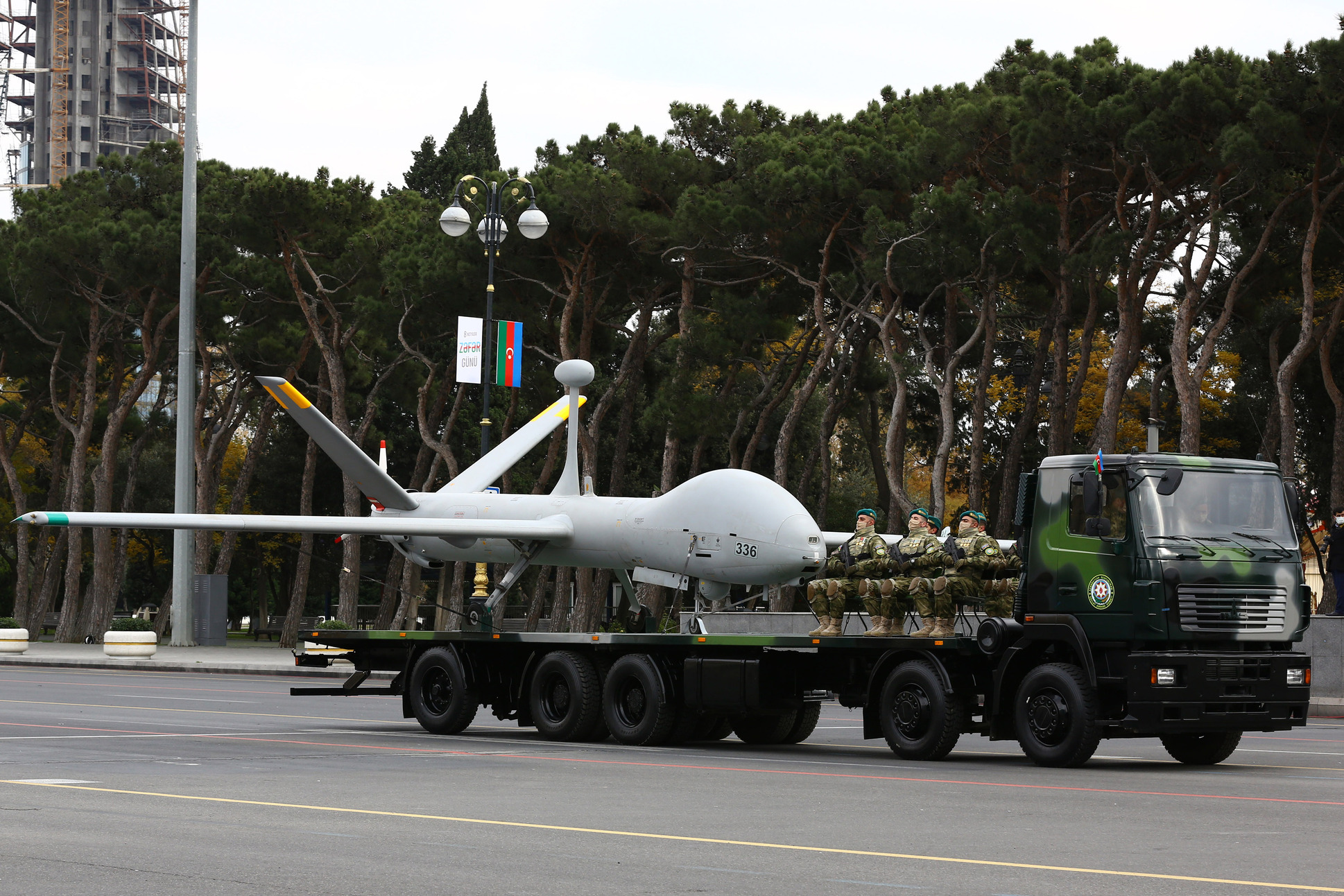
Hermes-900

Военно-воздушные силы
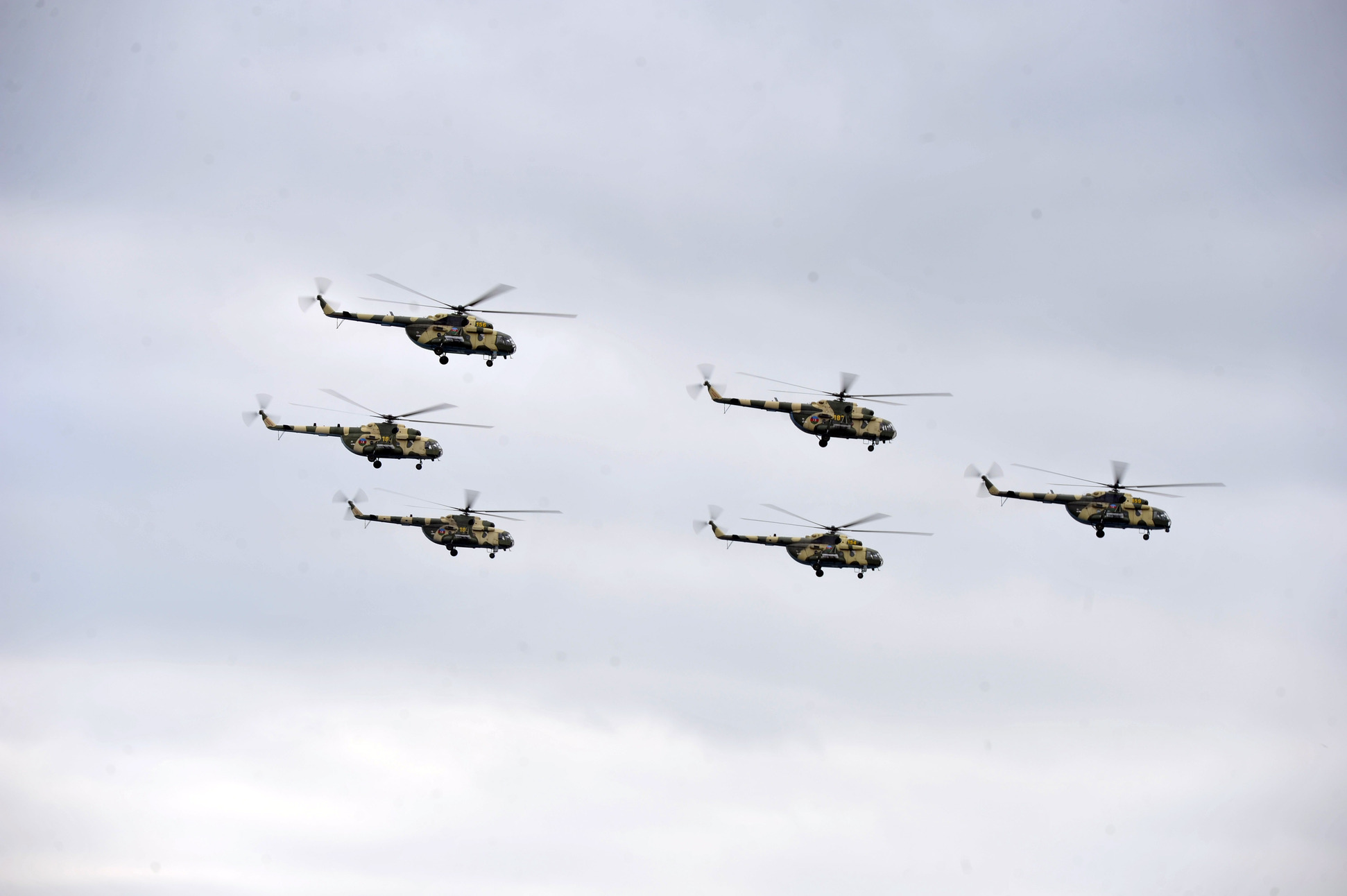
Полёт вертолетов Ми-17
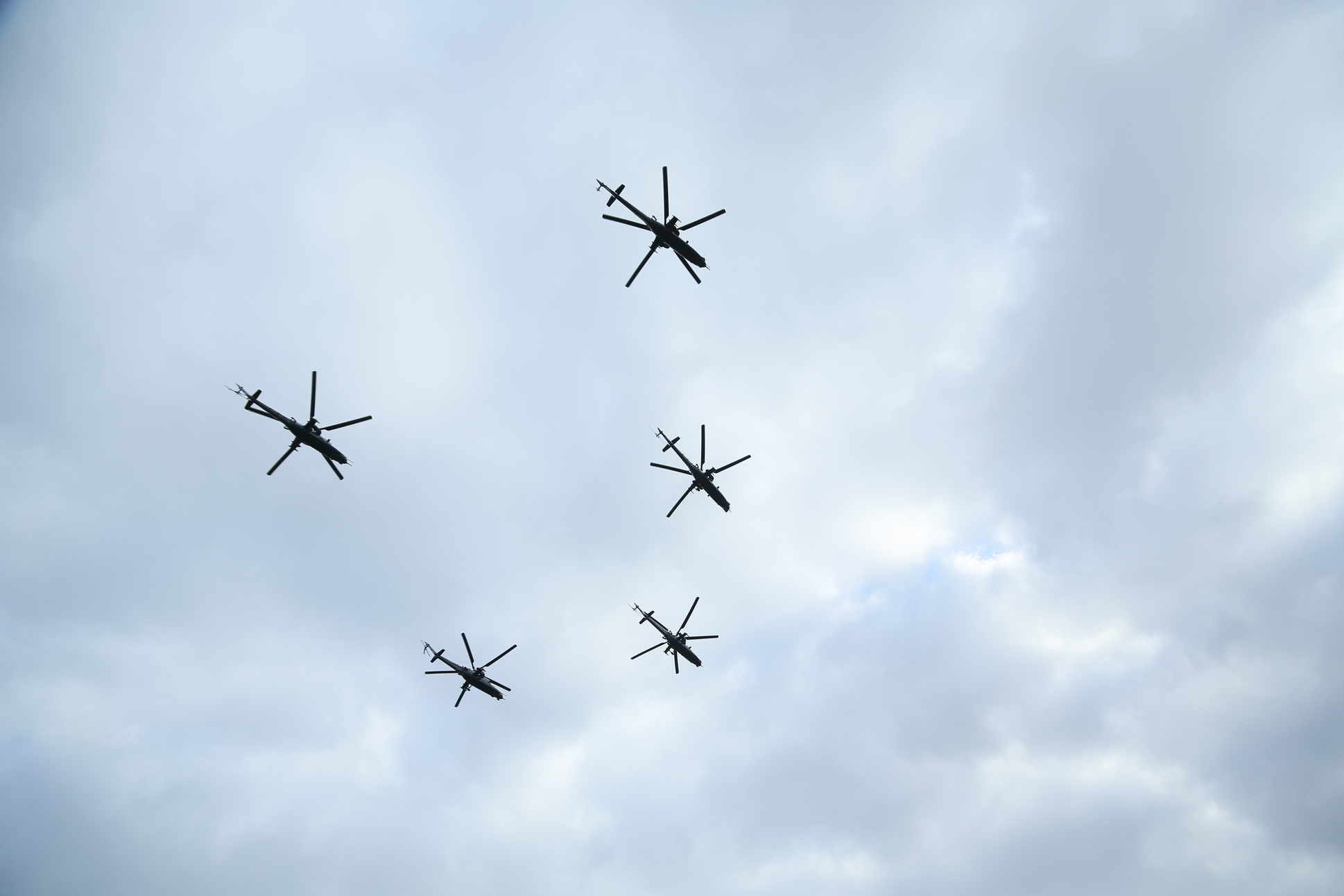
Полёт группы вертолетов Ми-35М
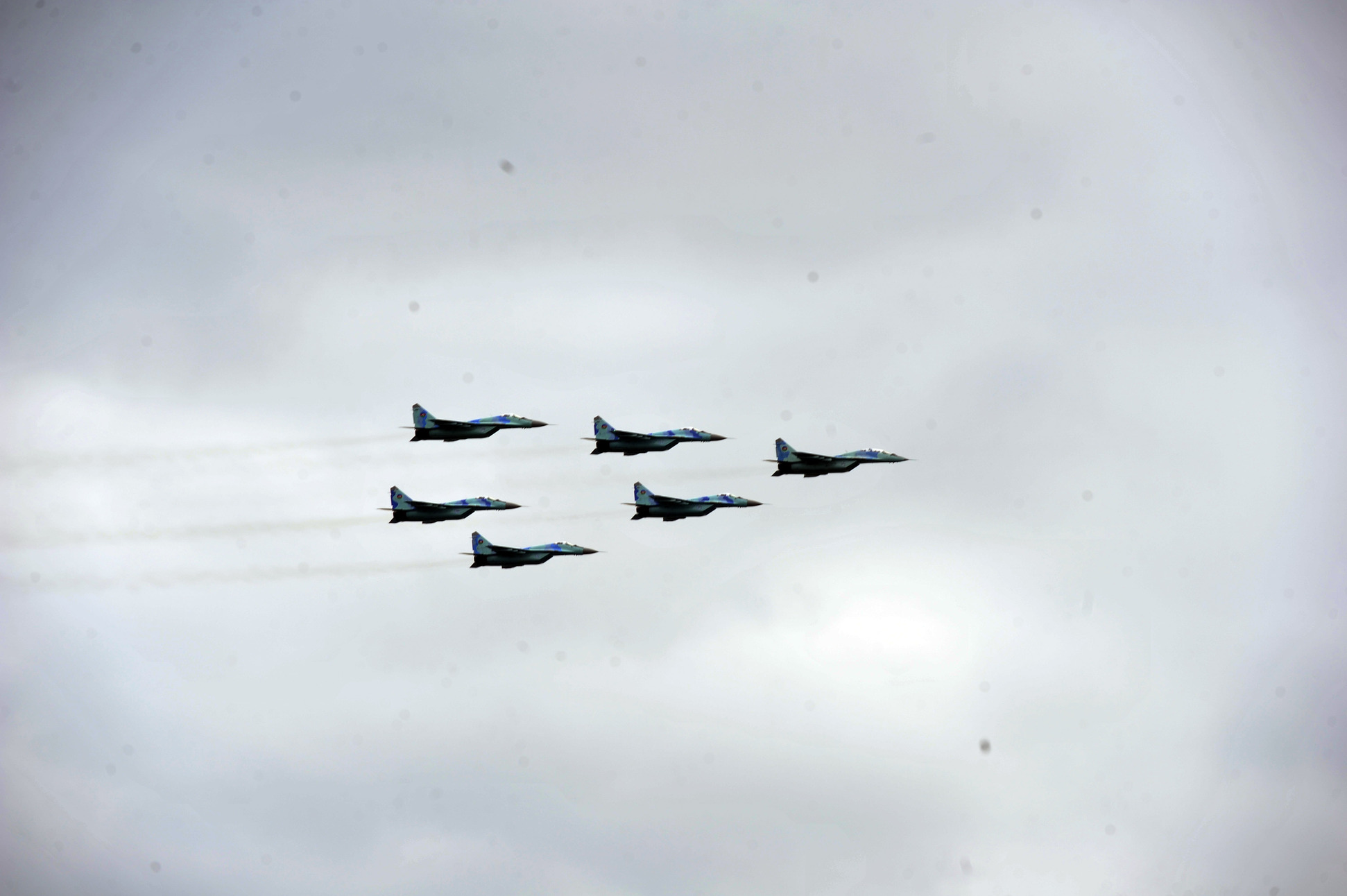
Полёт групп многоцелевых истребителей МиГ-29
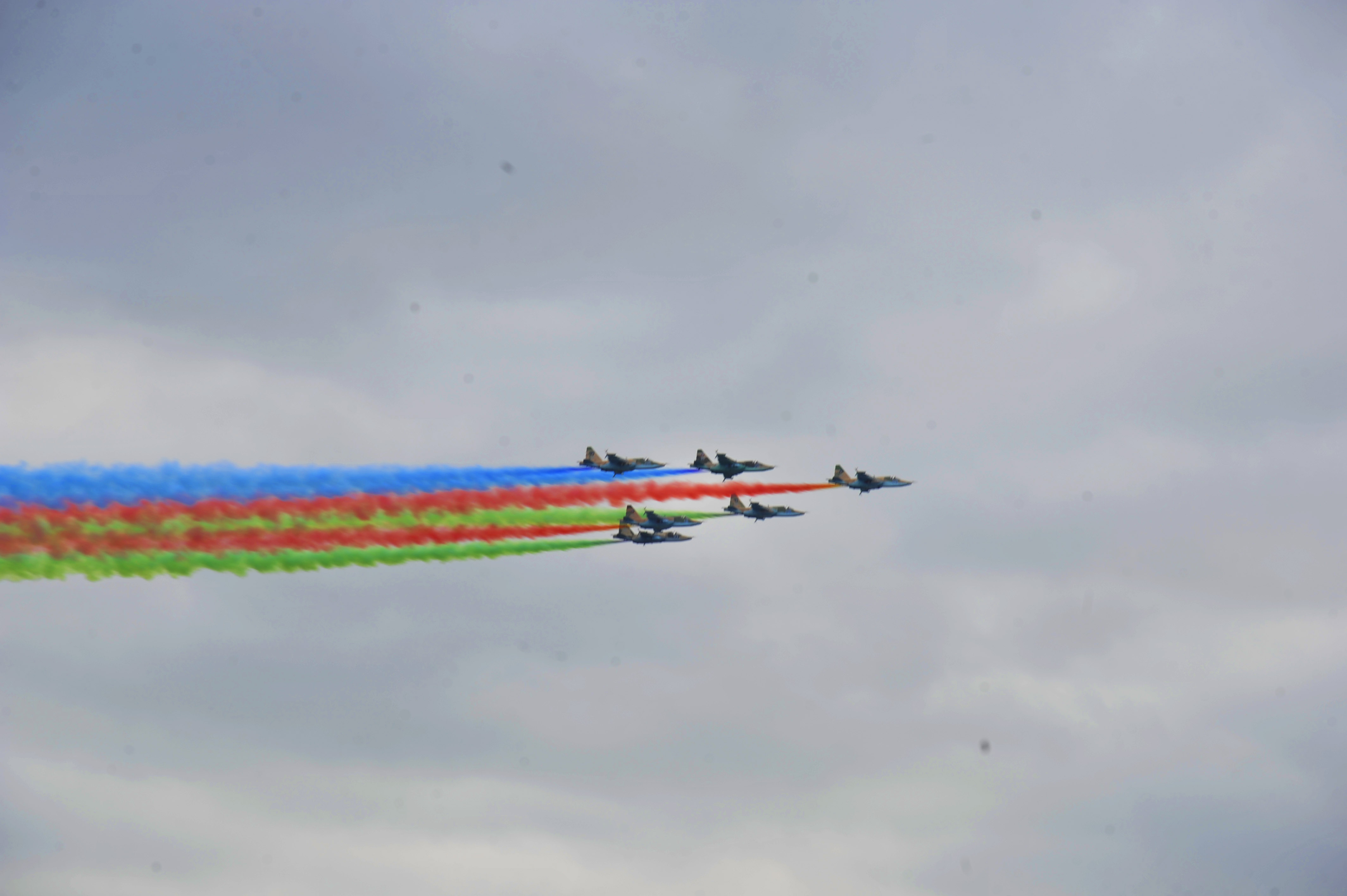
Су-25 ВВС Азербайджана создают в небе над Баку изображение государственного флага Азербайджанской Республики

## Музыкальное сопровождение
Торжественный марш сопровождал Сводный военный оркестр Министерства обороны Азербайджанской Республики под управлением Заслуженного деятеля искусств Азербайджана полковника-лейтенанта Руфата Ахундзаде, начавший парад исполнением композиции «Азербайджанские фанфары».

## Значение парада
Руководитель Центра военно-правовых исследований Украины Александр Мусиенко считает данный парад очень важным событием для Ильхама Алиева, желающего, по словам Мусиенко, «увековечить себя в истории и показать силу и могущество». Для президента же Турции, этот парад, как отмечает Мусиенко, даёт возможность продемонстрировать себя как союзника Баку и напомнить: «Турция ‒ очень серьезный игрок в регионе».
Эксперт по международной политике Украинского института будущего Илия Куса назвал парад Победы «попыткой закрепить в восприятии своей внутренней публики победу не только Азербайджана, но и Турции». Парад, по словам Куса, является сигналом для внешней аудитории, который говорит, что Турция, чья поддержка, по мнению эксперта, была решающей для военно-политической победы Азербайджана, была и является «главным двигателем процессов, изменяющих равновесие и баланс сил в регионе».
Военный обозреватель МИА «Россия сегодня» Александр Хроленко считает, что военный парад в Баку 10 декабря знаменует не только победу Азербайджана в Нагорном Карабахе, но и региональный военный успех Турции. По словам Хроленко, присутствие на параде президента Турции символизирует расширение зоны влияния НАТО на Южном Кавказе и в Прикаспийском регионе.
По словам российского журналиста и военного эксперта Игоря Коротченко, этот парад показал всю мощь современной азербайджанской армии и поставил точку в 44-дневной войне, которая завершилась победой Азербайджана. Депутат Госдумы Константин Затулин назвал парад «попыткой унижения» как Армении и армянского народа, так и России, как союзника Армении. Затулин также осудил попытки президента Азербайджана Ильхама Алиева во время своего выступления на параде провести параллели с борьбой с фашизмом и операцией в Нагорном Карабахе.
В самом Азербайджане считают, что этот парад, ставший первым Парадом Победы в истории независимого Азербайджана, имеет большое значение, как с политической, так и с исторической точек зрения.